# América de Cali
América de Cali, conocido simplemente como América, es un club de fútbol colombiano fundado el 13 de febrero de 1927 en la ciudad de Cali. Es considerado uno de los clubes más grandes y populares de Colombia y uno de los más representativos de Sudamérica.  Milita en la Categoría Primera A y disputa sus partidos en el Estadio Olímpico Pascual Guerrero. El color que identifica al club desde sus inicios es el rojo escarlata.
Es uno de los clubes colombianos con mayor número de campeonatos obtenidos a nivel profesional con 18 títulos. A nivel nacional ha conquistado la Primera A colombiana en quince oportunidades, siendo uno de los equipos con más campeonatos en el torneo; también, logró coronarse campeón de la Primera B en el torneo anual de 2016. A nivel internacional logró realizar destacadas participaciones en la Copa Libertadores de América, donde consiguió cuatro subcampeonatos en los años 1985, 1986, 1987 y 1996, siendo el club colombiano que más finales ha disputado en la competición. Asimismo, logró coronarse como campeón continental en la Copa Simón Bolívar del año 1975 y en la Copa Merconorte del año 1999; logros que lo convirtieron en uno de los clubes más prestigiosos de Colombia.
Disputa el Clásico vallecaucano frente al Deportivo Cali, y el denominado Clásico de rojos con Independiente Santa Fe, además de tener otras rivalidades con Millonarios y con Atlético Nacional.
El punto de inflexión en su historia llegó a mediados de la década de 1970, cuando conquistó su primer título oficial tras más de 50 años de ser constituido y luego de 31 años  de la creación del fútbol colombiano. Su primer título oficial tardó en llegar, pues aun siendo un animador ocasional del torneo, la falta de solvencia económica lo marginó del protagonismo que merecía por su importancia histórica y arraigo popular, para la década de los 80 lograría el récord de 5 campeonatos consecutivos (1982, 1983, 1984, 1985  y 1986 ) y tres finales consecutivas de Copa Libertadores (1985, 1986 y 1987), saliendo en todas las ocasiones subcampeón, consolidando ahora con títulos no solo su importancia histórica sino además su aparición en el panorama internacional.
Entre 1996 y 2013, el club fue incluido en la denominada Lista Clinton, señalado por lavado de activos provenientes del Cartel de Cali. Su inclusión en dicha lista desencadenó una crisis económica que se agudizó a mediados de la primera década del siglo xxi y que amenazó con la desaparición del equipo en los años posteriores. Estar dentro de la lista le impidió a la Corporación Deportiva América tener cuentas bancarias, así como establecer vínculos contractuales con empresas nacionales e internacionales, lo cual dejó al equipo sin ingresos por patrocinio, lo anterior llevó al América a subsistir con los ingresos por derechos de televisión venta de camisetas e ingresos de sus hinchas al estadio.
En el año 2011, tras 57 años en primera división, perdió la categoría, descendiendo a la Primera B, en la cual jugó desde la temporada 2012, luego de caer en la serie de promoción contra Patriotas Boyacá en serie de penales, siendo así el primer, y hasta ahora único, equipo grande de Colombia en descender a segunda división. Su estancia en el torneo de ascenso duró 5 años, pues en noviembre de 2016 América logró su ascenso y regresó a la Primera División.
En marzo de 2012 y después de 4 años de gestiones fallidas encaminadas a la reestructuración para el posterior saneamiento, se creó la nueva organización América S. A. Además, se pasó de 2500 aportantes a 211 accionistas. El miércoles 18 de abril de 2012 la nueva sociedad fue presentada oficialmente ante la Dimayor, quien pasaba a reconocer a la entidad propietaria de los derechos deportivos del equipo ya no como Corporación Deportiva América sino como Sociedad Anónima Deportiva América S. A. y, posteriormente y de manera simplificada, América de Cali S. A.
Para la IFFHS es el mejor club colombiano del siglo xx y el quinto mejor club colombiano en lo que va del siglo xxi. En 1996 fue reconocido por la entidad como el segundo mejor equipo del mundo, solo superado por la Juventus de Turín. Asimismo, ocupa el puesto 37° en la clasificación mundial de clubes de todos los tiempos según la IFFHS, siendo el equipo colombiano mejor posicionado de la lista.
Por parte de la CONMEBOL es el segundo mejor club colombiano en torneos internacionales con 512.58 puntos. Actualmente ocupa el puesto 40° en el ranking oficial de clubes de la Copa Libertadores. Es reconocido por la FIFA como uno de los Clubes Clásicos del Mundo y denominado por la entidad como La Pasión de un Pueblo.

## Historia del América

### Orígenes
Se sabe que el América tuvo sus inicios hacia el año de 1918; don Pablo Manrique, primer entrenador del América, afirmó que el equipo se presentó por primera ocasión con ese nombre el 21 de diciembre de 1918 y, ocho meses más tarde, con motivo del Centenario de la Batalla de Boyacá, participó en el torneo homónimo y lo ganó el 3 de agosto de 1919, al doblegar al equipo Latino del Valle por marcador de 3-0, siendo también el primer trofeo obtenido desde su fundación no oficial; poco después el equipo se desintegró.
Tiempo después, hacia 1925, cuya fecha exacta no se ha podido precisar, existió un conjunto llamado "Junior", club que lucía los colores distintivos del equipo argentino Racing de Avellaneda y vestía dichas camisetas importadas de Argentina por el almacén de Anzola y Co., por ello también lo llamaban Racing Club. Ese equipo fue entonces conformado inicialmente por Hernán Zamorano Isaacs (fundador y primer presidente del club) y sus amigos Serafín Fernández y Álvaro Cruz, teniendo como primer lugar de entrenamiento una manga del Cementerio Central.
Simultáneamente, un grupo de jóvenes jugaba en el equipo Independiente. Esos futbolistas habían tenido discrepancias con la gente del Junior Club (o Racing), y encabezados por los jugadores Arturo Salazar y Luis Mercado Posso tomaron la decisión de abandonar el equipo y pasar al Independiente que ya venía actuando; con ellos se fue asimismo el uniforme azul que se había escogido para el equipo, fue entonces cuando se propuso arrancar de cero con un nuevo nombre y colores para la naciente divisa.
Por otra parte, se conoce la versión de Alfonso Bonilla Aragón, un importante periodista y escritor caleño. Bonilla Aragón vivió de cerca el génesis del actual conjunto de los Diablos Rojos porque su hermano Ramón Antonio fue uno de los primeros arqueros del naciente equipo; también porque durante su vida fue un declarado hincha furibundo de la escuadra escarlata.
Contaba BonAr (como era también conocido) que "el fútbol llegó a Santiago de Cali traído desde Londres por jóvenes estudiantes del sector de El Empedrado, hijos de prestantes familias de la ciudad quienes habían sido enviados a estudiar allá por sus padres. Para completar los veintidós elementos requeridos por el reglamento, estos estudiantes les explicaron a otros compañeros suyos, pertenecientes a los colegios Santa Librada y San Luis, en qué consistía el juego". BonAr no menciona los años en concreto, pero bien pudo ser entre 1910 y 1912.

### Fundación formal del América
Cuenta la historia que el 13 de febrero de 1927, día que se considera la fecha oficial de fundación, el 'nuevo' América jugó un partido contra el equipo de los Hermanos Maristas, en Yanaconas, A las nueve empezó el cotejo; el primer tiempo iba dos-cero a favor del América, tuvieron que dejarse empatar 3-3 para no perder la cerveza y la comida que les habían ofrecido. La precisión en la fecha fue indicada por Benjamín Urrea, uno de los fundadores del cuadro escarlata, quien pasó a la posteridad con el sobrenombre de Garabato.
Nacido el América F. C. del Junior o Racing, comenzó a conquistar sus títulos. Pues al año de fundado ganó el campeonato departamental de segunda categoría, derrotando en la partida final al Alférez Real (antes Boyacá), Igualmente había derrotado al Colombia el primer campeonato de América fue logrado el 29 de septiembre de 1927.

### Teorías sobre el nombre y los colores
Según Luis Hernando Lenis, el nombre del equipo nació de un comentario sin importancia hecho por el capitán de la selección uruguaya de 1924. "Un buen nombre para un conjunto es América, manifestó el capitán del cuadro celeste; desde entonces así se llama el onceno rojo de Cali. También dijo Lenis que en una publicación de El Gráfico donde el comentario del cronista, "Los negritos del América parecen unos diablos rojos...", causó una especial impresión y a partir de ese momento el equipo se empezó a vestir totalmente de rojo.
Otra de las teorías acerca del origen del nombre y los colores, una de la más aceptadas, dice que el nombre fue escogido como homenaje a America Football Club (el equipo de 1918) y la elección de los colores se debe a que en la gira de 1931 algunos miembros del equipo asistieron, como espectadores, a un partido de baloncesto entre los quintetos de Unión Colombia y los Diablos Rojos. Estos últimos vestían íntegramente de rojo y como consecuencia de ello América determinó seguir jugando de rojo, de arriba abajo, colores que se oficializaron hacia el año 1936.

### La Gira Nacional de 1931
Según Marco Tulio Villalobos, arquero del América en aquellos años, el onceno rojo fue campeón del torneo aficionado de segunda categoría en 1930, por tal razón sus directivos pensaron en la posibilidad de ingresar al torneo de primera en el año 1931, y para medir esta posibilidad se decidió organizar un torneo. América accedió a la final del torneo donde enfrentaría a The Cali Football Club (probable más no confirmado antecedente del actual Deportivo Cali), el cual venció por 1 a 0 al equipo rojo. Dicho partido estuvo marcado por la polémica, puesto que el árbitro del encuentro determinó invalidar 2 goles convertidos por el América presuntamente en fuera de lugar, lo que le costó al rojo la pérdida del título que quedó en manos del Cali F. C. Como protesta ante lo que consideraron un fallo injusto, allegados al equipo escarlata publicaron unos volantes en contra del arbitraje, lo que provocó que el club fuese suspendido por la Federación de toda competición regional en el Valle del Cauca durante un año.
A fin de mantener la actividad futbolística, los directivos del América decidieron emprender una gira a lo largo del país, siendo el primer club de Colombia en realizar tal expedición. Los directivos rojos en cabeza de su presidente Luis Carlos Cárdenas toman la decisión de jugar en diferentes lugares del territorio nacional para no dejar morir la institución.
Su viaje empezó un 5 de mayo de 1931 y en Bogotá se jugaron cinco encuentros, ganando el América cuatro y perdiendo uno. Inicialmente derrotó a Medicina 1-3, posteriormente por igual marcador a la Selección Bogotana, al famoso conjunto Bartolinos por 0-3, y a Escuelas Internacionales 2-5. El último partido en la capital fue contra Juventud y América cayó 1-0, con lo cual perdió el trofeo en disputa, la Copa Olaya Herrera. El testimonio de Villalobos indica que este último juego no se ganó por la actuación del árbitro.
América ya estaba de salida de la capital cuando llegó el onceno peruano Association Brondy (que era el mismo Ciclista Lima del empresario Augusto Brondy, por eso al equipo también le decían Association Brondy), el cual también había estado en Cali, y abrió la temporada internacional contra los recién bautizados Diablos Rojos. En ese equipo jugaban verdaderas figuras del fútbol inca y naturalmente ganaron, pero América le marcó dos goles a este conjunto, cosa que en Colombia ningún otro equipo pudo conseguir, ni siquiera en Barranquilla, durante la estadía del Brondy en suelo nacional.
La gira siguió por la Costa Caribe el equipo se tardó 4 días en llegar a Barranquilla por el Río Magdalena, en esa ciudad se confrontó a los equipos más importantes del Atlántico, ganando 1 juego, perdiendo 2 y empatando 2; jugando en superficie de arena que no era costumbre para los jugadores escarlatas, en Santa Marta el dirigente promotor de la correría abandonó al equipo, llevándose las ganancias de los partidos. Se dijo que se había fugado hacia Venezuela.
Le correspondió al gobernador del departamento del Magdalena, un dirigente de apellido Goenaga, declarar al América ‘equipo oficial, asimismo contribuyó con el viaje del cuadro escarlata de regreso a Cali pagando la mitad del valor de los pasajes. Algunos tramos del difícil retorno se hicieron en barco de Barranquilla a Puerto Berrío, luego a Medellín por vía férrea y posteriormente a Manizales. A Cali los jugadores llegaron con un saldo de 40 centavos, que siempre, y para consuelo, eran ‘buen dinero’ en la época.
La delegación victoriosa del América fue recibida en el hotel "Alférez Real" por el presidente de la Federación Vallecaucana. La primera pregunta de los jugadores escarlatas fue: «¿Cuándo jugamos con el Cali para definir la superioridad?». Se dice que este se había dividido en dos, Bolívar y Granada, a pesar de que existen pruebas de la existencia del Cali de manera continua hasta 1934. Aunque aparentemente se declaró campeón al equipo por sus logros alcanzados, el 15 de noviembre de 1931 se jugó una gran final contra el "Bolívar" y el resultado fue 5-1 El juego se realizó a las cuatro de la tarde, con el arbitraje de Kurt Bieler, coronándose América campeón del torneo después de haber sido destituido, el título departamental lo ganaría el conjunto escarlata en el certamen de 1932 y lo refrendaría por lo menos hasta 1935, pues en 1936 se midió con el Hispania de Palmira en la definición. El cuadro escarlata perdió por un gol que en principio fue dudoso pues la visibilidad era mínima, por ello el juez de la contienda interrogó al arquero rojo Marco Tulio Villalobos si el balón había ingresado completamente en su arco, y 'Villa', en un enorme gesto de honestidad, respondió afirmativamente. Así, el Hispania venció 1-0 a los Diablos.
| Resumen de partidos disputados en la gira del 31 | Resumen de partidos disputados en la gira del 31 | Resumen de partidos disputados en la gira del 31 | Resumen de partidos disputados en la gira del 31 | Resumen de partidos disputados en la gira del 31 |
| Local                                            | Resultado                                        | Visitante                                        | Ciudad                                           | Fecha                                            |
| ------------------------------------------------ | ------------------------------------------------ | ------------------------------------------------ | ------------------------------------------------ | ------------------------------------------------ |
| Selección Bogotá                                 | 1 - 3                                            | América                                          | Santa Fe de Bogotá                               | 14 de mayo de 1931                               |
| Bartolinos                                       | 0 - 3                                            | América                                          | Santa Fe de Bogotá                               | 17 de mayo de 1931                               |
| Escuelas Internacionales                         | 2 - 5                                            | América                                          | Santa Fe de Bogotá                               | 24 de mayo de 1931                               |
| Juventud Bogotana                                | 1 - 0                                            | América                                          | Santa Fe de Bogotá                               | 24 de mayo de 1931                               |
| Association Brondy                               | 5 - 2                                            | América                                          | Santa Fe de Bogotá                               | 7 de junio de 1931                               |
| Unión Colombia                                   | 6 - 1                                            | América                                          | Barranquilla                                     | 14 de junio de 1931                              |
| Sporting                                         | 1 - 2                                            | América                                          | Barranquilla                                     | 21 de junio de 1931                              |
| Olímpicos Samarios                               | 2 - 2                                            | América                                          | Barranquilla                                     | 28 de junio de 1931                              |
| Juventud                                         | 2 - 2                                            | América                                          | Barranquilla                                     | 5 de julio de 1931                               |
| Selección Colombia                               | 3 - 2                                            | América                                          | Barranquilla                                     | 12 de julio de 1931                              |
| Olímpicos Samarios                               | 2 - 0                                            | América                                          | Santa Marta                                      | 20 de julio de 1931                              |
| Olímpicos Samarios                               | 6 - 1                                            | América                                          | Santa Marta                                      | 27 de julio de 1931                              |
| Independiente                                    | 0 - 1                                            | América                                          | Santa Marta                                      | 7 de agosto de 1931                              |
| Macón                                            | 0 - 0                                            | América                                          | Puerto Colombia                                  | 13 de agosto de 1931                             |
| Junior Colombia                                  | 0 - 2                                            | América                                          | Medellín                                         | 23 de agosto de 1931                             |
| Once Antioqueño                                  | 2 - 0                                            | América                                          | Medellín                                         | 30 de agosto de 1931                             |
| Unión Chile                                      | 0 - 3                                            | América                                          | Medellín                                         | 5 de septiembre de 1931                          |
| Colombia                                         | 2 - 6                                            | América                                          | Medellín                                         | 7 de septiembre de 1931                          |

### La maldición de 'Garabato'
Benjamín Urrea, nacido en 1912, fue un odontólogo palmireño y también uno de los socios fundadores y jugadores del equipo rojo en su época aficionada. Urrea fue conocido con los apodos de 'Flaco', 'Varilla' y, probablemente el que más ha trascendido, Garabato; siempre fue un serio opositor de la eventual profesionalización del equipo, en especial después de lograr destacados triunfos en su etapa amateur.
Hay tres versiones de la historia: la primera dice que cuando 'Garabato' se dio cuenta de que Humberto Salcedo Fernández (también conocido como 'Salcefer' y presidente de entonces del equipo) había inscrito el conjunto en la Dimayor, maldijo al club. Según se dice, "Garabato" habría expresado: «que lo vuelvan profesional, que hagan con el equipo lo que quieran... que, por mi Dios, América nunca será campeón».
La segunda dice que Urrea fue a cobrarles la suma de $200 de la época a los directivos del América, por concepto de uniformes, y como estos no quisieron pagarle, él se enfureció y maldijo a todos los dirigentes, pero según sus familiares, nunca al club.
La tercera fue publicada por el diario El Colombiano el 23 de diciembre de 1979. En una entrevista, Garabato manifestó que «cuando me sacaron a patadas, luego de haber servido tanto al equipo, me fui a una cantina que llamaban ‘El Hoyo’, ubicada en la carrera 3.ª con calle 17 y en medio de mujeres de vida alegre, me puse a tomar trago y procedí a coger una botella de aguardiente, la apreté y la llevé en las manos hasta la parte final de la espalda y uno a uno maldije a los jugadores y directivos del América. La maldición cayó sobre el equipo, porque nunca jamás pudo ser campeón...».
En el año de 1979, 'Garabato' y los miembros de la junta directiva del equipo en ese entonces hicieron una misa en la gramilla del estadio Pascual Guerrero en la que se firmó un documento mediante el cual, oficialmente, se declaraba un equipo renovado y se le ponía fin a la maldición. Ese mismo año, América ganaría por primera vez el título del fútbol profesional colombiano. Al año siguiente el periodista Rafael Medina y el cantante Antonio del Vilar hicieron un rito para exorcizar la maldición, en el centro del Estadio Pascual Guerrero. Sin embargo, América no ha logrado conquistar la Copa Libertadores, a pesar de llegar a cuatro finales y haber estado incluso a pocos segundos de ganarla, lo que ha llevado a pensar que el maleficio aún persiste en este torneo internacional.
El 5 de enero de 2008 murió el popular "Garabato" en un ancianato de la ciudad de Cali.

## Profesionalismo

### Años 1940
En los primeros años de la década de 1940 (1940-1946) equipos extranjeros visitaban el país para jugar amistosos, esto hizo que América junto con clubes importantes como el Boca Juniors de Cali y los representativos de Barranquilla y Bogotá fueran reconocidos a nivel internacional.
- 1940 Emprende lo que sería su primera gira internacional por sus países vecinos visitando exitosamente Ecuador y Bolivia.

- 1945 Realizó su segunda gira nacional por las ciudades de Bogotá, Medellín y Barranquilla; a diferencia de la gira del 31 en la cual se viajó en bus, en esta ocasión fue por vía aérea. Para estas épocas el fútbol ya era un deporte más popular en el país y existían los mejores escenarios deportivos para la práctica del deporte.

- 1946 La Selección Colombia Amateur se corona campeona en Barranquilla de los Juegos Centroamericanos y del Caribe.[72] En dicho equipo hubo 3 jugadores del América: el 'Maestro' Edgar Mallarino, Faustino Castillo y Dimas Gómez.[72] En este año se vinculó al equipo un joven arquero de 16 años que muchos años más tarde cambiaría para siempre la historia del cuadro escarlata: era el doctor Gabriel Ochoa Uribe, y en aquel tiempo sus compañeros lo llamaban 'Ochoíta' por ser el más joven del plantel.

- 1947 Por primera vez América contrata extranjeros: los jugadores Zegarra y Montañés, de nacionalidad peruana, y el director técnico uruguayo Donaldo Ross.[73]

- 1948. El 16 de febrero Humberto Salcedo Fernández 'Salcefer' y el doctor Manuel Correa Valencia constituyen al América como club profesional de fútbol, siendo a la vez el primero de Colombia de esta clase. 'Salcefer' recibe el nombramiento como primer presidente de la institución y posteriormente de la Dimayor.[52] En este mismo año se organiza la primera edición del fútbol profesional colombiano que al final fue ganado por el Santa Fe. América participó en dicho torneo y finalizó en el quinto lugar, bajo la dirección técnica de Fernando Paternoster.
  - El primer partido oficial de los Diablos Rojos en el campeonato profesional colombiano se jugó el 15 de agosto de 1948. En el estadio Pascual Guerrero, el cuadro escarlata recibió al Deportivo Independiente Medellín. El primer gol en la era profesional americana fue anotado por Inocencio Paz Lasso, conocido como 'Cencio', y el marcador final del debut escarlata fue 4-0.

- 1949. El fútbol colombiano sufre un gran cambio desde la llegada de Adolfo Pedernera para Millonarios, y poco después Alfredo Di Stéfano y Néstor Raúl Rossi igualmente para el equipo azul, lo que daría inicio al periodo denominado como 'El Dorado'. Los clubes abren las fronteras a todo tipo de jugadores argentinos que van llegando sin transferencias a los diferentes cuadros del rentado. Las finanzas en el cuadro escarlata no estaban como para contratar grandes figuras, sin embargo realizando un gran esfuerzo se vincula a los argentinos Moisés Emilio Reuben en calidad de entrenador-jugador, Manuel Spagnolo, Julio Tocker y César Castagno; el costarricense Rafael Ángel 'Fellow' García, el ecuatoriano Ulpiano Arias y al golero colombiano Efraín 'el Caimán' Sánchez tras su paso por el San Lorenzo de Almagro argentino. La campaña fue regular; América terminó en el puesto 10 del campeonato.[74]

### Años 1950

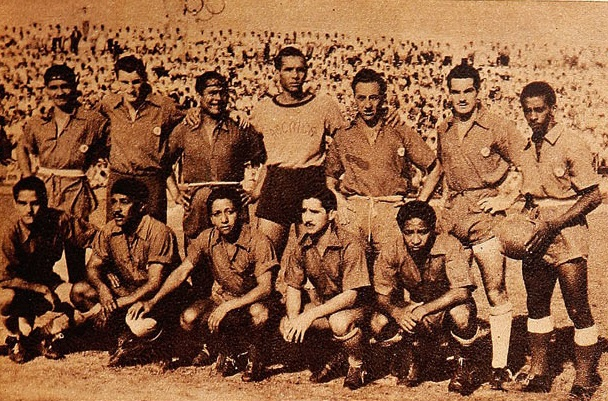
Formación de América en 1950.

Los años 1950 fueron una época difícil para América, la situación económica de muchos de los clubes del rentado nacional no era óptima, debido a los altos salarios que devengaban los futbolistas que llegaron al país desde 1949. La situación empeoró en 1951 tras la firma del Pacto de Lima, documento que obligaba a los equipos a devolver a los extranjeros a sus clubes de origen, permitiendo así que la FIFA reversara su decisión de desafiliar a Colombia. Con el Pacto de Lima se dio fin también a 'El Dorado'. La ausencia de nombres rutilantes, y la evidente superioridad de Millonarios ante el resto de competidores, terminaron por alejar a los aficionados de los estadios.
América no fue ajeno a estos duros tiempos, y por motivos económicos estuvo ausente del torneo de 1953. También fue una difícil época en cuanto a los resultados deportivos. La mejor campaña en esta década fue un sexto puesto en el campeonato profesional de 1952. Entre 1954 y 1959, el equipo deambuló entre el medio y la cola de la tabla, siendo las peores actuaciones en los años 1958 y 1959, cuando quedó en la última posición. Es de destacar que en 1959 América estuvo a punto de no participar en el torneo; sin embargo la reaparición del Deportivo Cali, el otro equipo de la ciudad tras la desaparición del Boca Juniors, incentivó a Pedro Sellares, presidente de la época, a tomar partida del campeonato.

### Años 1960
Aunque la década tuvo un inicio prometedor; la de los años 1960 para América fue otra época que transcurrió entre buenas y regulares campañas. De esta década se destacan los 2 subcampeonatos y un tercer puesto, además de los dos títulos nacionales obtenidos por el Equipo de Reservas en 1966 y 1967.
- 1960: El equipo estuvo, nuevamente, a punto de no participar. Aníbal Aguirre Arias, consciente de la difícil situación económica escarlata, empezó a gestionar el regreso del Boca Juniors, que actuaría con la ficha que dejaría disponible el América. Algunos dirigentes americanos, encabezados por el doctor Manuel Correa Valencia, lucharon para evitar que el cuadro rojo desapareciera. Sus esfuerzos se vieron recompensados pues el presidente de la Dimayor de la época apoyó la causa de los directivos escarlatas. Aguirre Arias, quien tenía prácticamente firmado el contrato de Adolfo Pedernera para dirigir al Boca Juniors, terminó integrándolo al América.[80] De la mano del técnico argentino, América consigue el primer subcampeonato de su historia. La clave de la buena actuación fue la nómina que Pedernera armó, conformada por muy buenos jugadores nacionales y extranjeros, tales como Camilo Rodolfo Cervino, Juan Manuel López, Arcángel Brittos, Jorge Mousegne, Jaime 'Charol' González y Carlos Montaño.[80] El campeón sería Independiente Santa Fe, dirigido por Julio Tocker.[81]

- 1961: América vuelve a la parte intermedia de la tabla. En el torneo de 1961 terminaría octavo. Durante el año contó con tres directores técnicos: el maestro Pedernera, el uruguayo Manuel Sanguinetti y el paraguayo Porfirio Rolón. El único dato rutilante de esta campaña hace alusión al marcador de un partido: durante la segunda vuelta del campeonato, América venció al Deportivo Cali por 5-0, siendo esta la victoria más amplia en un clásico vallecaucano. Anotaron los goles Luis C. Paz, Máximo Rolón en dos ocasiones, Manuel Blanco y Camilo Cervino.[82]

- 1967: América termina tercero, luego de 6 años ubicado en puestos intermedios. El director técnico era el filósofo Julio Tocker.[83] Otro dato relevante de esta campaña fue el invicto que logró el cuadro escarlata, al sumar 22 fechas sin caer.[84] El Unión Magdalena sería el 'verdugo' de dicho invicto, al vencer al América por 4-0 en Santa Marta.[85]

- 1969: Bajo la dirección técnica del argentino Ángel Perucca, América logra el segundo subcampeonato de su historia, haciendo una buena campaña. Perucca había llegado el año inmediatamente anterior al cuadro rojo y había conseguido un sexto puesto. El campeón sería el Deportivo Cali, que se impuso en el triangular final al América y a Millonarios.[86] El equipo escarlata contó con importantes jugadores, tanto nacionales como extranjeros, destacándose quien fuera por mucho tiempo el máximo anotador del torneo colombiano en toda su historia, el argentino Hugo Horacio Lóndero.[87]

### Años 1970
La década de 1970 significaría el comienzo de la era dorada del América. Logros como el primer título del fútbol profesional colombiano, la primera participación en la Copa Libertadores de América y el  título en la Copa Simón Bolívar (aunque este torneo no es avalado como oficial por la Conmebol ni la FIFA), llegaron en esta época; sin embargo, cabe aclarar que el comienzo de la década fue regular, y que los mejores resultados llegaron al final de la misma.
- 1970: Gracias al subcampeonato obtenido el año anterior, América participa por primera vez en Copa Libertadores. Sin embargo, debido a la no participación de clubes brasileños en esa edición, América debió enfrentar un escollo mayor, ya que se agrupó a seis equipos de tres países en su grupo, pero manteniendo solo dos cupos para la siguiente fase, misma cantidad de cupos que otorgaban los otros tres grupos, en los cuales solo competían cuatro equipos (dos por país). Fueron sus rivales en primera fase su clásico rival de patio, el Deportivo Cali, y los representativos chilenos Universidad de Chile (quien sería semifinalista) y Rangers de Talca, así como los paraguayos, Guaraní y Olimpia. La participación fue modesta, ya que el conjunto escarlata no superó la primera ronda.[88] En cuanto al torneo nacional América no logró clasificar al cuadrangular final, tras quedar décimo en el apertura y quinto en el clausura.[89]

- 1971-1977: Salvo en 1974, cuando logró el segundo puesto del finalización y avanzó al hexagonal final y rematando último,[90] América no tuvo intervenciones importantes en el torneo colombiano. Su mayor logro durante este periodo fue ganar el título de la Copa Simón Bolívar en el primer semestre de 1976, de la mano del entrenador Antonio d’Accorso, logrando así un importante título de aquel torneo oficial que en esa edición incluyó además clubes de Venezuela, Ecuador y Bolivia.

- 1978: Superando el segundo lugar de 1974, que hasta esa fecha era la mejor participación, América consigue por primera vez en su historia acabar primero del Torneo Finalización, logrando así un cupo para los cuadrangulares semifinales. La falta de jerarquía influyó en que los Diablos Rojos no pudiesen llegar al grupo que disputaría el campeonato, pues no supo mantener victorias que se le escaparon en los últimos minutos.[91] Finalizaría último de su cuadrangular, a un punto del segundo.[92] El técnico fue el uruguayo Víctor Pignanelli, quien jugara en América durante parte de la década del 60. Pignanelli se marchó algo molesto con los directivos americanos, debido a que estos entraron en conversaciones a final de año con el argentino Juan Carlos Lorenzo cuando el contrato del charrúa aún no se había vencido (finalizaba el 31 de diciembre). Finalmente Lorenzo, quien ganara en ese año la Copa Libertadores con Boca Juniors, no aceptó el cargo y el 12 de diciembre se conoció que el reemplazo de Pignanelli sería el médico Gabriel Ochoa Uribe.[93]

- 1979: Tras 31 años de haberse iniciado el fútbol profesional colombiano, América consiguió su primer título en lo que es considerado el año más importante de la historia del club. Bajo la conducción técnica de Gabriel Ochoa Uribe, los Diablos Rojos fueron segundos del Apertura y ganaron el Finalización. En los cuadrangulares semifinales América culminó segundo del grupo A, con lo cual se aseguró un cupo en el cuadrangular final. Tras 3 victorias, 2 empates y 1 derrota, América se coronó campeón del torneo nacional y el subcampeón fue Independiente Santa Fe. El último partido fue ante el Unión Magdalena, el 19 de diciembre. Una victoria 2-0, ante un estadio excesivamente lleno, le dio el tan anhelado título al elenco escarlata.[94]

La nómina que alcanzó el campeonato contaba con excelente jugadores, tales como Luis Alegría Valencia, Aurelio José Pascuttini, Gabriel Chaparro, Luis Eduardo Reyes, Wilson Américo Quiñónez, Carlos Alfredo Gay, Juan Manuel Battaglia, Gerardo González Aquino, Víctor Lugo, Jorge Ramón Cáceres y Alfonso Cañón, entre otros. La fecha de la consecución del título pasaría a ser un hito en la historia americana. "Aquel 19" es el nombre con el cual los fanáticos americanos bautizaron ese día. Una canción homónima fue interpretada por Alberto Beltrán, convirtiéndose con el tiempo en un himno para la hinchada escarlata.

### Años 1980
La década de 1980 fue una de las mejores épocas del América, ya que ganó cinco títulos nacionales consecutivos entre 1982 y 1986 y 3 subcampeonatos consecutivos de Copa Libertadores en 1985, 1986 y 1987. Su peor figuración en el torneo nacional fue tercero, además incorporó algunas de las más grandes figuras nacionales y extranjeras que haya tenido el fútbol colombiano y llegó a conformar la nómina más costosa del continente.
- 1980. América empezó bien el año. Aunque no obtuvo el título fue segundo del Apertura, tercero del Finalización y tercero del torneo nacional. Tuvo grandes figuras del fútbol como el arquero uruguayo Ladislao Mazurkiewicz y Carlos Horacio Miori; realizó también una buena campaña en Copa Libertadores donde por primera vez alcanzó las semifinales.

- 1981 De nuevo obtiene el tercer puesto en el campeonato nacional, contrata algunas de las figuras más importantes de su historia como Julio César Falcioni y Roque Alfaro, además gana por primera vez el torneo Apertura y ocupa el puesto 7 del Finalización.

- 1982 Por segunda vez en su historia América se coronó campeón nacional, esta vez contra Millonarios en Bogotá. Además, por primera vez en Colombia, ganó el torneo Apertura, el Finalización y el Octogonal Final. En esta temporada se vincula quien a la postre sería el goleador histórico, el samario Antony de Ávila.[97]

- 1983 El club logró el segundo título consecutivo, en una serie reñida con el Junior de Barranquilla y el Atlético Nacional. América contó con una de las incorporaciones más importantes de la historia del conjunto rojo, Willington Ortiz, quien fue traspasado del Deportivo Cali por una cifra desconocida. Además conservó a jugadores como Humberto Sierra, quien años después pasó al fútbol chileno, para jugar en Deportes La Serena. Este año también alcanzó las semifinales de la Copa Libertadores.[97]

- 1984 El cuarto título nacional lo logró América otra vez contra Millonarios.[97] En esta temporada incorporó a otras figuras estelares como los peruanos César Cueto y Guillermo La Rosa, además debuta en el primer equipo Álex Escobar. Por segunda vez ganó el Apertura (Copa de La Paz), el Finalización y el Octogonal final que daba el título del año. También superó la marca de 22 fechas de invicto de 1967, logrando ahora 23 fechas. En Copa Libertadores la participación no fue de las mejores ya que no superó la primera fase.

- 1985 El quinto título nacional es logrado contra el Junior de Barranquilla por la mínima diferencia con gol de Juan Manuel Battaglia.[97] El equipo fue primero del torneo Finalización, y en el Octogonal final logró un triunfo valioso en el penúltimo partido frente al Deportivo Cali, que lo dejó a tiro de as para dar su quinta vuelta olímpica como efectivamente sucedió.[98] Fue también la primera ocasión en que un arquero colombiano salió campeón con los Diablos Rojos defendiendo la valla escarlata, y ese honor le correspondió a Reynel Ruiz. Para este año América contrató los servicios de los internacionales Ricardo Gareca y Roberto Cabañas. Es un importante año ya que también obtuvo el subcampeonato en Copa Libertadores por primera vez donde fue vencido por Argentinos Juniors. En el partido de ida en Buenos Aires ganó Argentinos Juniors 1-0 y en el de vuelta en Cali ganó América por igual marcador con gol de Willington Ortiz. El tercer partido de desempate se jugó en Asunción y quedó empatado 1-1. El partido se definió desde el punto penal, donde fue victorioso Argentinos Juniors.[99]

Un dato curioso es que Julio César Falcioni era el jugador escogido para patear el último penal del América, pero a último momento el arquero argentino se negó y le tocó a Antony de Ávila, quien falló el cobro y de esa forma se perdió la final. Valga también señalar que el árbitro de este encuentro, el chileno Hernán Silva, validó un movimiento irreglamentario del cancerbero Enrique Vidallé que le permitió detener el cobro del joven samario.
- 1986 Por sexta vez campeón estableciendo la marca de 5 títulos consecutivos; el título fue conseguido contra el rival de patio, Deportivo Cali y nuevamente en férrea disputa con este y con Millonarios.[97] Otra vez es subcampeón de la Copa Libertadores de América, esta vez contra River Plate de Argentina. El equipo argentino fue superior al América en esa ocasión y ganó los dos partidos, con una destacada actuación de Juan Gilberto Funes.

- 1987 América es subcampeón del torneo colombiano, superado por Millonarios y también alcanza por tercera vez consecutiva la final de la Copa Libertadores, contra Peñarol de Uruguay. El primer partido en Cali lo ganó América 2-0 con goles de Battaglia y Cabañas y el segundo Peñarol lo ganó 2-1 en Montevideo con el descuento de Cabañas. El partido de desempate se jugó en Santiago de Chile donde América era campeón hasta los últimos 10 segundos del partido cuando Diego Aguirre anotó el 1-0 a favor de Peñarol y de esa forma América perdió su tercera final de Copa Libertadores.[100][101][102] Cabe resaltar que para desplazarse a Chile el América tuvo que pasar por varias dificultades, por ejemplo el avión en que iba a viajar se dañó y el equipo tuvo que dormir en el aeropuerto, después en el hotel no había reservaciones y el equipo pasó todo el día en el aeropuerto de Carrasco. Debido a esta serie de inconvenientes que se presentaron, se empezó a hablar de sabotaje, pero nada se comprobó.

- 1988 Otra regular temporada. Terminó tercero del torneo nacional superado por Millonarios y Atlético Nacional. También alcanzó las semifinales en la Copa Libertadores donde fue eliminado por Nacional de Uruguay.

- 1989 El torneo pasó a la historia por el asesinato del árbitro Álvaro Ortega. América ganó las dos fases del todos contra todos (los torneos Apertura y Finalización) y fue tercero de la Copa Colombia la cual ganó el Santa Fe. Cuando se encontraba en disputa de la semifinal del campeonato colombiano se produjo el homicidio del árbitro Ortega, lo cual provoca la cancelación del torneo. En esta temporada se incorporó al equipo el goleador colombiano Sergio Angulo.

### Años 1990
Los años 1990 también fueron muy exitosos para el América de Cali, ya que en esta década se lograron 3 campeonatos (1990, 1992 y 1997), 3 subcampeonatos (1991, 1995 y 1999), un subcampeonato en Copa Libertadores 1996 y el segundo título internacional: la Copa Merconorte en 1999. Con estos logros, América empezó otra década de éxito en la que los equipos que dominaron fueron el propio América, Atlético Nacional, Deportivo Cali y Junior de Barranquilla.
- 1990 Consiguió el séptimo título en el campeonato nacional[103] ante Santa Fe en Bogotá con gol de Sergio 'Checho' Angulo, por tercera vez en la historia gana todos los torneos del año. Este título fue el último del médico Ochoa Uribe como técnico.

- 1991 América es subcampeón del torneo nacional[104] y llega hasta cuartos de final en Copa Libertadores. Los equipos colombianos estaban inhabilitados para actuar de locales en su país, América jugó sus partidos de 'casa' en el Orange Bowl de Miami. La primera vez que se jugó la Copa Libertadores en Estados Unidos fue en el partido entre América y Atlético Nacional. El partido lo ganó el onceno rojo con un gol de Antony de Ávila después de un error de Higuita.[105] En diciembre, tras concluir el cuadrangular final del torneo colombiano, el doctor Gabriel Ochoa Uribe se retira del equipo y del fútbol.

- 1992 América es campeón[106] de Colombia por octava vez de nuevo ante el Deportivo Cali con un gol de Freddy Rincón y dos del "Pipa" de Ávila. En esta ocasión se logró el título bajo la dirección técnica de Francisco Maturana y la asistencia de Diego Umaña. También en este año llega a la semifinal de Copa Libertadores, donde fue eliminado por el Newell's Old Boys de Marcelo Bielsa en dramática definición por penales que terminó en resultado de 10-11, donde el último lanzamiento del América fue desviado por el arquero de Newell's, para luego estrellarse con un vertical y no entrar al arco, dando así el triunfo al equipo argentino.

- 1993 América termina en el cuarto lugar del torneo nacional[107][108] pero nuevamente es semifinalista de la Copa Libertadores, donde es eliminado por Universidad Católica, nuevamente de manera dramática, esta vez con un gol de Ricardo Lunari, que dio la clasificación a los chilenos en el minuto '87; Durante el desarrollo del campeonato continental, se convirtió en el primer equipo colombiano (y hasta ahora el único) que logra triunfar en el estadio Maracaná, al vencer al Flamengo 1-3 con goles de Jorge da Silva, Freddy Rincón y Javier Ferreira.[109]

- 1994 América es tercero[110] en el torneo colombiano, superado por sus clásicos rivales Atlético Nacional y Millonarios; sin embargo consiguió el cupo a la Copa Conmebol del año siguiente.

- 1995 Subcampeón[111] del torneo local en Colombia con el profesor Diego Edison Umaña luego de un intenso cabeza a cabeza con el Junior,[112] además de un tercer lugar en la Copa Conmebol.

- 1996 Participó en Copa Libertadores 1996 y consigue por cuarta ocasión ser subcampeón, otra vez frente a River Plate de Argentina. El primer partido en Cali lo ganó América 1-0 con un gol de Anthony de Ávila prácticamente olímpico por el ángulo imposible.,[113] En el segundo encuentro, River Plate empezó ganando 1-0 con gol de Hernán Crespo. El 2-0 lo metió otra vez Hernán Crespo, después de un error increíble del arquero Óscar Córdoba, cuando salió del área y despejó mal el balón.[114] En el torneo local llegó hasta el cuadrangular final, donde quedó último.

- 1996-1997 Este fue el torneo más largo de la historia de Colombia (y tal vez del mundo), ya que duró 16 meses. Sin embargo América, bajo la orientación de Luis Augusto 'Chiqui' García, ocupó el primer lugar durante todo el torneo y consiguió por novena ocasión el campeonato colombiano frente al Atlético Bucaramanga[115] (ganador del "Torneo Adecuación"), con goles de Leonardo Fabio "El Cantante" Moreno, Adolfo 'Tren' Valencia y Julián "El Matador" Téllez. A comienzos de 1997 figuró en el segundo lugar en el ranking mundial de clubes de la Federación Internacional de Historia y Estadística de Fútbol IFFHS,[116] con 261,5 ptos, superado tan solo por la Juventus de Italia, con 335 ptos.[117][118] La campaña total de García fue de 76 partidos jugados, 41 ganados, 20 empatados y 15 perdidos. Obtuvo 148 puntos, con 113 goles a favor y 69 en contra. El América campeón 1996-97 ganó 14 partidos en forma consecutiva.[119]

- 1998 En noviembre el técnico Diego Edison Umaña se ve obligado a retirarse del equipo por serios quebrantos de salud. En su reemplazo asume el entrenador de las divisiones inferiores de los Diablos Rojos. En ese entonces era un completo desconocido y la prensa deportiva del país puso en duda sus capacidades para dirigir al plantel profesional. Su nombre: Jaime de la Pava. En la liga terminó sexto, clasificando a los cuadrangulares semifinales donde quedó tercero en su grupo. En la Copa Libertadores de ese año quedó eliminado en octavos de final frente a Cerro Porteño.

- 1999 Bajo la dirección técnica de Jaime de la Pava, ratificado por la junta directiva para seguir al frente del primer equipo, más la asistencia de Diego Barragán, América consigue un cupo para disputar la final del fútbol colombiano en diciembre y para ser representante de Colombia en la Copa Libertadores 2000. Después de jugar dos finales en menos de tres días, el América culmina el año 1999 con logros extraordinarios: subcampeón del Torneo Mustang 1999[120] frente a Atlético Nacional desde el punto penal y campeón de la Copa Merconorte 1999 frente a Independiente Santa Fe por la misma vía, el segundo torneo internacional que ganó en su historia.[121]

### El nuevo milenio

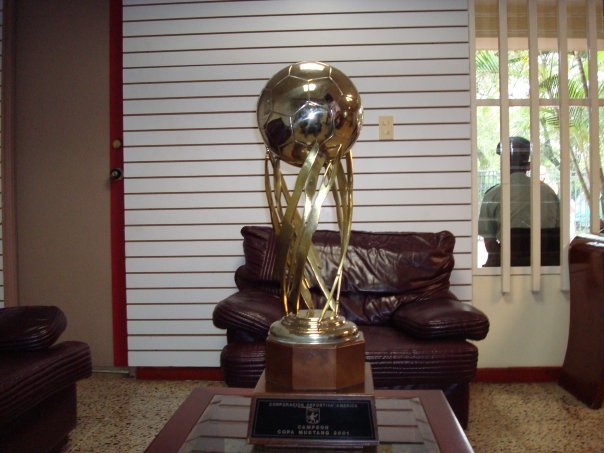
Trofeo de la Copa Mustang al campeón del Campeonato colombiano 2001.

El nuevo milenio marcó un contraste para el América, aunque el equipo logró 4 títulos (2000, 2001, 2002-I, 2008-II), 1 subtítulo (2008-I) y destacadas participaciones en torneos internacionales (Copa Libertadores 2003), la institución entró en una profunda crisis económica, debido en gran parte a las restricciones de la Lista Clinton, lo que tuvo repercusiones en lo deportivo (provocando que América haya estado cerca del descenso en 2007 y en 2010 y finalmente desciende en 2011), así como en lo administrativo pues se vio impedida para manejar cuentas bancarias así como para negociar el patrocinio de su indumentaria con diferentes empresas privadas. América se apoyó en su cantera, de la cual han salido jugadores que han sido importantes en las diversas campañas americanas a lo largo de la primera década del nuevo milenio.
- 2000 En la temporada,[122] fue segundo del Torneo Apertura, primero del Torneo Finalización y con este obtuvo un cupo para la Copa Libertadores de América. En el cuadrangular final obtuvo el primer lugar que lo coronó como campeón del torneo colombiano por décima vez. El último partido fue contra el Deportes Tolima, donde América ganó por 2-0 con goles de Luis Asprilla y Néstor Salazar.[123] Fue también la primera vez en que un técnico vallecaucano se coronó campeón dirigiendo un equipo de la misma tierra, el honor fue para el profesor de  Jaime de la Pava.[124] En la Copa Libertadores de ese año, América se enfrentó al Rosario Central de Argentina, Sporting Cristal de Perú y Atlético Colegiales de Paraguay. Pasa la primera fase con 16 puntos. En la fase de octavos se enfrenta al América de México, y queda eliminado tras perder 2-1 en México y 2-3 en Bogotá.[125] Cabe destacar que los partidos de América como local en la Copa se jugaron en el estadio El Campín de Bogotá, debido a las reparaciones que se le efectuaban al Estadio Olímpico Pascual Guerrero.

- 2001 En el último torneo largo[126] hasta ahora, el América de Jaime de la Pava se coronó campeón por undécima vez después de ganarle 3-0 en el marcador global al Deportivo Independiente Medellín. En el partido de ida en Medellín, ganó 0-1 y en el partido de vuelta 2-0 goles de Edison "Guigo" Mafla y Julián Vásquez. El "Guigo" fue la figura de ese partido por el golazo de tiro libre que anotó y también por la asistencia que le hizo a Julián Vásquez para el segundo gol.[127][128] En Copa Libertadores también se hizo buena campaña y se llegó a cuartos de final. Los Escarlatas fueron eliminados insólitamente por Rosario Central en definición desde el punto penal, donde de nada sirvió el gran esfuerzo del arquero americano Luis Barbat, quien detuvo varios penales.

- 2002 En el primer torneo[129] corto, América consiguió su decimosegunda estrella en el Estadio Atanasio Girardot contra el Atlético Nacional.[130] Con este campeonato consiguió el tricampeonato (tres títulos consecutivos) bajo la dirección técnica de Jaime de la Pava (quien se retira del equipo al finalizar este torneo) y de esa forma se convirtió en el único equipo en tener un pentacampeonato y un tricampeonato.[131][132] En la Copa Libertadores 2002, América enfrenta al Bolívar de Bolivia, Olmedo de Ecuador y Atlético Paranaense de Brasil (valga señalar también que por primera vez un equipo colombiano vence 5-0 a uno brasilero, como sucedió con el América y el Paranaense). Pasa la primera fase como líder del grupo. En la fase de octavos, América enfrenta al Nacional de Uruguay y pierde 1-0 en Montevideo y empata 0-0 en Cali, quedando por fuera del torneo. En la Copa Sudamericana de ese año, enfrenta al Atlético Nacional y queda eliminado en la primera fase, tras perder con el club colombiano 3-1 en el global. En el Finalización no clasificó a la final al quedar eliminado en su cuadrangular por el Deportivo Pasto.

- 2003 El América participó de nuevo en Copa Libertadores y otra vez llegó hasta las semifinales tras un comienzo bastante deficiente (cayó 1-5 ante el Santos brasilero), el equipo escarlata queda segundo de su grupo. En octavos, el América venció al Racing de Avellaneda desde el punto penal en el partido de vuelta en Argentina. El arquero del América, Róbinson Zapata, se convirtió en el héroe de la noche después de tapar el último penal de Racing y convertir el del América. En cuartos de final el rival fue River Plate de Argentina, equipo que le ganó dos finales de Copa Libertadores: en el partido de ida, River Plate ganó 2-1 por un gol anotado en tiempo extra del segundo tiempo; en el partido de vuelta en Cali el América goleó 4-1 a River Plate y pasó a disputar la semifinal, donde fue eliminado por Boca Juniors.

En el Apertura clasificó a los cuadrangulares, donde quedó tercero en su grupo, mientras que en el Finalización quedó fuera de las finales al quedar undécimo.
- 2004 Dirigido por Alberto Suárez, quien llegaba al equipo como técnico promotor de jugadores de las divisiones inferiores, América realizó una gran campaña en el torneo Apertura clasificando en primer lugar pero decepcionando en la disputa por el título.[134] En el Finalización lograría una campaña muy similar quedando rezagado de la final y terminando tercero. Lo destacable de la campaña es que gana la reclasificación y se clasifica con lujo de detalles a la Copa Libertadores 2005.

- 2005 Fue un año muy regular para el América, pues en el apertura quedó eliminado en el todos contra todos (11°), pero clasificó en el Torneo Finalización[135] a la fase de cuadrangulares, pero quedó tercero en su grupo, y no clasificó a copa internacional para el año 2006. Ya en la Copa Libertadores de ese año, América enfrentó en la fase previa al Mineros de Venezuela, y tras vencerlo, pasa a la fase de grupos donde enfrentó al Libertad de Paraguay, Independiente Medellín y Atlético Paranaense de Brasil. América quedó eliminado del torneo en la primera fase.

- 2006 Mal año para el América, pues fue eliminado en el apertura tras perder por un abultado 6-0 ante Atlético Nacional en la última fecha.[136][137] En el finalización tuvo peor desempeño, pues quedó penúltimo (17°), solo superando al Envigado F. C., equipo que se fue a la Primera B.

- 2007 En el apertura 2007 no logró clasificar a los cuadrangulares al quedar en el puesto 13. Luego de tres torneos sin lograr el ingreso a los cuadrangulares semifinales del fútbol colombiano (la última vez había sido en el segundo semestre de 2005), el América logró clasificar al quedar de tercero en la ronda de todos contra todos en el Torneo Finalización 2007[138] bajo la dirección técnica de Diego Edison Umaña, quien tomó las riendas del equipo a mediados de año. Gracias a su buen trabajo, el elenco escarlata alcanzó un cupo para la Copa Sudamericana 2008, junto al Deportivo Cali, su rival de patio. Por sus destacados logros, los directivos americanos extendieron el contrato de Diego Umaña de mediados de 2008, como estaba pactado inicialmente, hasta diciembre del mismo año.[139][140]

- 2008 En la pretemporada, América es campeón de la Copa Internacional Cafam 50 años, ganando el primer partido contra Santa Fe desde el punto penal y posteriormente la final contra Millonarios 0-1.[141]

En el Torneo Apertura América logró una de sus mejores campañas desde el título obtenido en 2002 clasificándose hasta la final, la cual perdió ante el sorprendente Boyacá Chicó en la tanda de penales 4-2 luego de empatar la serie 2-2 frustrando el decimotercer título del equipo. América terminó en la clasificación de segundo con 40 puntos. Como dato curioso, valga señalar que durante este torneo el cuadro rojo logró la victoria más amplia, en cuanto a diferencia, del Clásico Vallecaucano en la última década, con un 0-4 el sábado 22 de marzo.
Asimismo, disputó la Copa Sudamericana 2008, eliminando en primera fase al Unión Atlético Maracaibo, luego a su rival de plaza, el Deportivo Cali. En octavos de final, el América es eliminado por el Botafogo de Brasil tras vencerlos 1-0 en el partido de ida desarrollado en Cali, pero pierde por 3-1 en condición de visitante.
- 2008-II El 21 de diciembre, América de Cali se coronó por décima tercera vez campeón de Colombia al obtener el Torneo Finalización,[146] luego de superar en una final vibrante al Independiente Medellín. El marcador agregado fue 4-1 a favor del equipo escarlata. Con esta victoria, América igualó el número de títulos de Millonarios.

- 2009 América tuvo un pésimo año, tanto en lo deportivo como en lo económico (la institución le llegó a deber 10 quincenas a los jugadores).[147][148] En el Torneo Apertura[149] quedó por fuera de los cuadrangulares semifinales, tras ocupar el decimotercer lugar. Asimismo, fue eliminado de la fase de grupos de la Copa Libertadores 2009, tras quedar en el último lugar con 3 puntos, producto de 3 empates y 3 derrotas.

En el Torneo Finalización, su campaña fue peor que la del primer semestre, debido a que ocupó el último lugar de la tabla y por consiguiente no avanzó a los cuadrangulares. Fue el peor torneo en la historia del América de Cali. El equipo culminó último de la reclasificación del año. Debido a los malos resultados y a las malas relaciones con la junta directiva, Diego Umaña fue retirado de la dirección técnica del América. Su reemplazo para el siguiente año es Juan Carlos Grueso, quien se desempeñaba como técnico de las divisiones inferiores y terminó siendo el técnico interino tras la salida de Umaña. El señor Grueso llega con muy buenas intenciones al equipo, pero la presión de los malos resultados y la corrupción dentro de la institución hacen que su puesto como director técnico sea muy corto.

### Años 2010
Resultado de los problemas económicos, dirigenciales y deportivos, América entró en crisis institucional obteniendo como desenlace el descenso del equipo en la temporada 2011, además de varios cambios de directivos y administraciones entre los años 2010 y 2012.
En 2010 América repite los malos resultados deportivos en el Torneo Apertura. La campaña lo dejó en el puesto 16 lo que motiva el despido de Juan Carlos Grueso y la llegada de un referente de la hinchada escarlata: Jorge Bermúdez.
La campaña del 'Patrón' Bermúdez es decepcionante y después de una mala racha de resultados y algunas diferencias con los directivos, es relevado del cargo y en su reemplazo es contratado otro exjugador escarlata, Álvaro Aponte. Con él logra el objetivo inicial de la campaña, que era salvar la categoría, e incluso logra pelear hasta la última fecha el paso a los cuadrangulares semifinales del Torneo Finalización. Gracias a esto y a la intención de comenzar un proceso exitoso, es ratificado en el cargo para el año 2011.

#### Descenso
El 2011 comenzó con una exitosa pretemporada, América es campeón por segunda vez de la Copa Cafam, ganando el primer partido contra Santa Fe y posteriormente la final contra Millonarios 2-1. También estuvo en Perú jugando amistosos; en el Torneo Apertura arrancó sin los refuerzos en las 3 primeras fechas por decisión de la Dimayor por deudas. Finalmente solucionado el problema, pudieron jugar todos los refuerzos. Tuvo un año complicado ya que tuvo que jugar partidos de local en el Estadio Francisco Rivera Escobar de Palmira. Se quedaron por pocos puntos fuera de los cuadrangulares finales de la liga y, por falta de pagos, perdieron 3 partidos por W.O en la Copa Colombia, quedando eliminados después de haber ocupado el liderato de su grupo.
En el Torneo Finalización, América se refuerza con varios jugadores que habían sido figuras en campañas pasadas como Julián Viáfara, Rubén Bustos, Hernando Patiño, Jairo Castillo, Paulo Arango y Jersson González. Con solo dos fechas disputadas (un empate y una derrota) el técnico Álvaro Aponte es reemplazado por Wilson Piedrahíta. A solo dos fechas de terminar la fase todos contra todos, queda el equipo jugando la serie de promoción para definir su permanencia en la Primera A contra el subcampeón de la Primera B; por primera vez en la historia del fútbol colombiano un equipo de los denominados 'grandes' juega por la permanencia en la categoría. Aunque su clasificación a cuadrangulares era prácticamente imposible antes del comienzo de la última fecha, logra clasificar en octavo lugar después de una serie de resultados favorables en los partidos de dicha fecha. Once Caldas eliminó a los escarlatas con un marcador agregado de 2-0. En la promoción se enfrentó a Patriotas Boyacá; después de empatar ambos partidos por 1-1, el equipo caleño perdió 4-3 por penales y descendió por primera vez tras 57 años en primera división.

#### Estancia en la Primera B
En 2012  el equipo encara su primera temporada en la Categoría Primera B bajo la dirección técnica de Eduardo Lara, quien había encabezado los proyectos más exitosos de la selección Colombia en sus categorías juveniles. Con base en lo anterior se estructuró una nómina basada en jugadores destacados. De esos procesos llegaron al equipo escarlata Libis Arenas, Luciano Ospina, John Stiven Mendoza, Yamilson Rivera, Álex Díaz, Javier Calle y algunos refuerzos nacionales y extranjeros. Los escarlatas logran una campaña destacada, alcanzando así el campeonato del Torneo Apertura ante Unión Magdalena por la vía de los penales, invictos de local con uno de los mejores rendimientos en la historia de la categoría. Además, por primera vez en 5 participaciones de Copa Colombia, logra la clasificación a los octavos de final como líder invicto del grupo E con 22 puntos, siendo el mejor equipo de la fase regular en todo el certamen, concluyendo así uno de los mejores semestres del rojo en los últimos años. En el segundo semestre pierde la primera opción de ascenso directo al no calificar a la final de Torneo II. Ya en disputa de la Finalísima de Ascenso pierde con Alianza Petrolera por penales. En la Serie de Promoción pierde con el Cúcuta Deportivo en un global de 5-3 resignando el ascenso en su primer año.
El 2013 fue el segundo año consecutivo de América en la Categoría Primera B, esta vez bajo la dirección técnica de Diego Umaña artífice del último título de los diablos rojos en primera división y campeón con Junior de Barranquilla y Juan Aurich de Perú, el equipo armó la nómina más costosa de todas sus campañas en segunda división, nombres como Alexis Viera, Pedro Tavima, Luis Cardoza, Juan Gilberto Núñez, Johan Arango y refuerzos extranjeros de origen brasileño como Wander Luiz o Flávio Carvalho y el inglés George Saunders fueron los encargados de buscar el ascenso a la máxima categoría, sin embargo, los resultados en las dos fases regulares no se pudieron mantener en instancias definitivas y el equipo rojo no logró el objetivo de la temporada resignando un año más en la segunda división.
El tercer año consecutivo de América en el ascenso, esta vez bajo la dirección técnica de Jhon Jairo López durante casi toda la temporada fue a diferencia de la campaña anterior el intento de lograr el ascenso con jugadores experimentados y nacientes "figuras" de la categoría así como el experimento de traer jugadores españoles Jesús Suárez, Jorge Brazalez, Diego Gregori y Diego Cascón Sandoval, en el primer semestre América acarició la esperanza de ascenso pero cayó estrepitosamente con Jaguares de Córdoba en global de 5-2 en la disputa del Semestre I; para el finalización el equipo entró apenas de octavo a la disputa del título y remato último de su grupo ahora dirigido por Luis Augusto García fracasando de nuevo en su aspiración principal, rematando pobremente la peor campaña durante su estadía en la categoría B.
En 2015 participa en los polémicos cuadrangulares de ascenso en enero, que darían dos cupos directos a la Liga Águila, haciendo una muy pobre presentación quedando eliminado en el segundo partido bajo la dirección técnica de Luis Augusto "Chiqui" García con refuerzos de muy poco peso destacando principalmente a Ayron del Valle que sería la figura del América y del torneo en la temporada. En febrero asume Fernando Velasco como director técnico del club para afrontar el campeonato y se vincula al legendario delantero Ernesto Farías y a Néider Morantes para afrontar el torneo el equipo tuvo un andar irregular a lo largo del primer semestre dependiendo del triplete Morantes-Farías-Del Valle consiguiendo resultados mixtos. Para agosto se da el relevo en el banquillo llegando José Alberto Suárez quien hasta ese momento se desempeñara como director deportivo del club. El técnico Suárez inicia un nuevo proceso deportivo con América, mejorando notablemente el desempeño del equipo en el segundo semestre del año, lo cual lo ubicó en el tercer puesto del campeonato, clasificando a los cuadrangulares de ascenso de diciembre en los que se frustró nuevamente el regreso a la primera categoría tras perder de local contra Atlético Bucaramanga, equipo que finalmente ascendió. Después de fracasar por cuarta vez en el objetivo de regresar a la categoría A, se inicia una reingeniería en el cuadro americano en miras a cumplir la meta en 2016. Se mantiene a Alberto Suárez como DT y se busca fortalecer la defensa, principal falencia del equipo rojo.
El 2016 inició con la expectativa alta tras el remate del año anterior, la llegada de nuevos patrocinadores y el compromiso de armar un buen equipo por la junta directiva encabezada ahora por Don Tulio Gómez auguraban una gran temporada, sin embargo en abril el técnico Alberto Suárez sería cesado pese a tener al equipo clasificado con una aceptable campaña, la junta directiva encabezada por el presidente Tulio Gómez quería un técnico ganador y disciplinado, y el elegido sería el ibaguereño Hernán Torres Oliveros recordado por haberle dado el último título a Millonarios y sus destacadas campañas con Deportes Tolima e Itagüí

#### Regreso a Primera División
Tras una campaña excelente que lo dejó segundo en la tabla regular por detrás del Deportivo Pereira con un invicto de 16 fechas, América logró clasificar a los cuadrangulares finales y fue incluido en el grupo B. El 27 de noviembre, en la última fecha de los cuadrangulares, contra el Deportes Quindío, su rival más importante del grupo y que tenía la primera opción de ascenso, América se impone en un agónico juego 2-1 y sella su regreso a Primera A. Ya en la disputa por el título de temporada, los escarlatas ganarían por global de 5-1 la Final de temporada ante la sorpresa del torneo, Tigres Fútbol Club, coronando así un gran 2016.
Luego de cinco años en la Categoría Primera B, el América regresa a la Primera División para la Temporada 2017; en su regreso a la máxima categoría, el equipo tuvo un buen año clasificando a los play-off en los dos torneos del año y salvándose de volver a la Primera B. En el Torneo Apertura clasifica en el séptimo lugar del todos contra todos, pues se enfrentaría en los cuartos de final al Deportivo Pasto, sacando un empate sin goles (0-0) en el Estadio Pascual Guerrero en el partido de ida y en el de vuelta jugado en el Estadio Departamental Libertad ganó por la mínima diferencia (1-0) con gol de Juan Camilo Hernández logrando un importante paso a las semifinales, fase donde caería derrotado ante su rival de patio, el Deportivo Cali; en el primer partido no se sacaron ventajas logrando un 0-0, pero en el de vuelta en Estadio Palmaseca el Cali ganaría por 2-0 en un partido muy parejo donde ambos equipos tuvieron opciones para abrir el marcador, pero el 'azucarero' fue más certero y efectivo logrando avanzar a la final eliminando a su archirrival que apenas seis meses antes había logrado el ascenso. De esta manera, el América cerraba muy bien el primer semestre del año, sin olvidar que su objetivo principal era mantener la categoría para evitar volver a la Primera B.
En el Torneo Finalización tuvo un buen inicio en las primeras tres fechas, pero el equipo tuvo un bajón y un bache increíble al punto de caer al puesto 16 de la tabla y comprometidos con el descenso, lo que causó el despido de Hernán Torres por malos resultados tras la derrota 2-1 ante Envigado Fútbol Club en la fecha 11; llegaría al banquillo un ídolo de la casa que ya había estado en el club como jugador y había sido campeón en 1990 y 1992, Jorge da Silva. El 'Polilla', como es conocido, llega al club con la obligación y el reto de no descender al América a la Primera B y meterlo entre los ocho mejores del torneo; respondería enormemente a las expectativas, pues desde su llegada el equipo tuvo una levantada que lo devolvió al grupo de los ocho y teniendo un rendimiento aceptable llegando a la última jornada con la opción de salvarse del descenso y ratificarse en los ocho ganándole por la mínima diferencia (1-0) al Atlético Bucaramanga. Luego de haber logrado el objetivo principal de no descender y liberados por la presión del descenso, el América llega a los cuartos de final a enfrentar al que en ese momento era el gran favorito a ganar la liga con una de las nóminas más caras del momento, el Junior de Barranquilla. En la ida no se sacaron ventajas, terminando el partido en tablas con un pálido 0-0, en la vuelta jugado en el Estadio Metropolitano sacaron de nuevo un empate esta vez por 2-2 logrando el 'escarlata' el cupo a semifinales por 4-2 en la tanda de penales. Luego de haber eliminado al gran favorito, se cruzaría en semifinales con Millonarios donde perdería en la ida 2-1 logrando los goles Ayron del Valle y David Macalister Silva para el 'Ballet Azul'; el descuento fue por obra de Cristian Martínez Borja de penal. En la vuelta no se hicieron daño, pues no pasarían del 0-0 con el que el equipo azul lograría el pase a la final del campeonato. Terminaría un gran año para el América en su regreso a la primera división, logrando mantenerse en la categoría y entrando a los ocho en los dos torneos del año, pues gracias a las campañas realizadas logró un cupo por reclasificación a la Copa Sudamericana 2018 volviendo a un torneo internacional después de nueve años.

#### 2018: Año para olvidar
Luego de haber salvado la categoría y haber sido semifinalista en 2017, llegaría el reto de volver a una final y devolver la grandeza al club, también hacer un buen papel en la Copa Sudamericana 2018; pero primero jugarían un torneo de pretemporada en el Estadio el Campín de Bogotá llamado Torneo Fox Sports. En este torneo empezaría ganando sus primeros tres partidos ante Santa Fe, Millonarios y Deportivo Cali respectivamente, llegando a la final nuevamente ante Santa Fe esta vez perdiendo por 3-1 terminando subcampeones pero dejando muy buenas sensaciones de cara al comienzo de la liga.
Sin embargo, en el Torneo Apertura el equipo tuvo una campaña bastante pobre, a pesar de haber ganado el primer partido 2-1 ante Leones y mantenerse en los ocho las primeras cinco jornadas. Tampoco pudo avanzar de fase en la Copa Sudamericana quedando eliminado a manos de Defensa y Justicia de Argentina, tras haber ganado en la ida 1-0 en Argentina con gol de Cristian Martínez Borja de penal pero perdiendo en la vuelta en Cali por un marcador de 3-0 quedando eliminado en la primera instancia de la copa internacional. La derrota por 2-0 ante Deportivo Pasto en la fecha 10 causó la salida de Jorge da Silva por los malos resultados recurrentes; posteriormente sería contratado el portugués Pedro Felício Santos, técnico que tampoco logró rescatar buenos resultados, pues la crisis se agudizaría más al punto de terminar en los últimos lugares de la tabla, terminando en el puesto 17 siendo una de las campañas más flojas del cuadro escarlata desde su regreso a primera división. 
Para el Torneo Finalización se mantendría en el cargo Pedro Felício Santos sin hacer muchas variantes en la nómina trayendo como refuerzos al experimentado Pedro Franco y a los extranjeros Neto Volpi y Fernando Aristeguieta. En las primeras cinco fechas no se tuvo un buen debut logrando apenas una victoria, dos empates y dos derrotas con un balance muy regular conllevando a la destitución del técnico portugués. Llegaría un hombre de amplia experiencia en el fútbol colombiano como técnico y que ya había dirigido al club en los años 2002-2003, Fernando 'Pecoso' Castro. Con la llegada del 'Pecoso' el equipo tuvo una mejoría notable, pero no alcanzó para entrar al grupo de los ocho finalizando en el puesto 12 de la tabla con 25 puntos; el 2018 fue un año deportivamente malo para el América, pues no ingresó a los ocho en ninguno de los dos torneos del año y fue eliminado en la primera fase de la Copa Sudamericana 2018. Pese a la regular campaña en el Torneo Finalización, 'Pecoso' Castro sería ratificado en el club para la Temporada 2019.

#### 2019-2020 El Bicampeonato
América llega al año 2019 con el reto de ser protagonista y ser uno de los candidatos al título, luego de la pésima campaña en la Temporada 2018. Comenzarían la temporada con Fernando 'Pecoso' Castro en el banquillo escarlata, jugando el torneo de pretemporada en Bogotá, la segunda edición del Torneo Fox Sports en 2019. En esta edición no lograron la misma campaña del año anterior, apenas lograron una victoria por 1-0 ante Atlético Nacional y dos derrotas por 1-0 y 2-1 ante Santa Fe y Millonarios respectivamente terminando en el tercer lugar del torneo.

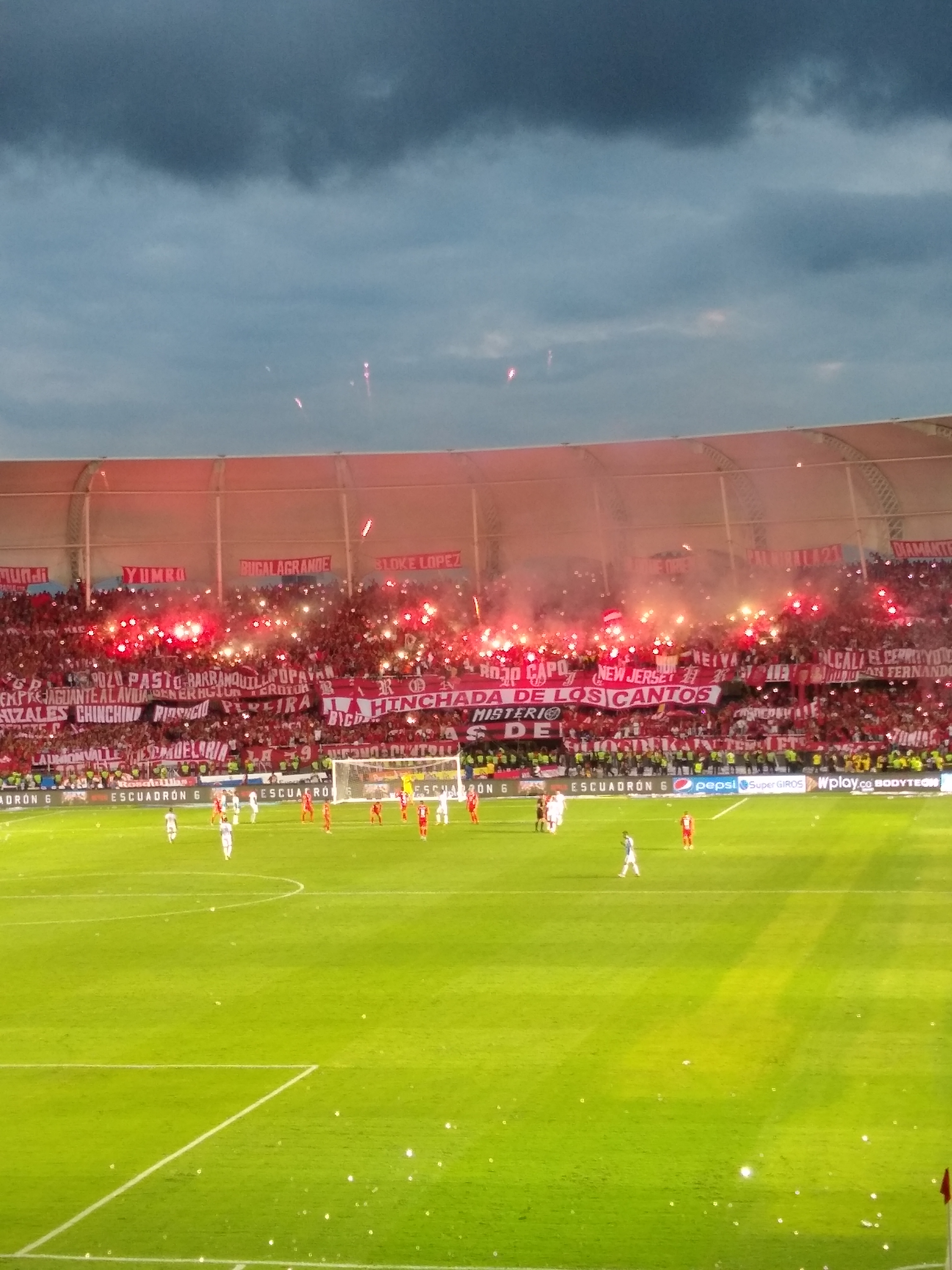
Carnaval de la hinchada, minutos antes de coronarse campeones contra Junior.

En el Torneo Apertura  se tuvo un gran inicio en las primeras fechas ocupando las primeras posiciones del campeonato, pero a partir de la fecha 12 empezaría una seguidilla de resultados regulares con un empate 0-0 ante Atlético Bucaramanga y tres derrotas consecutivas ante La Equidad por 3-1, 2-1 ante Atlético Huila y por 1-0 ante Deportivo Cali que llevarían a los directivos del club a tomar la decisión de despedir al 'Pecoso' Castro ante la sorpresa de los hinchas y de los medios de comunicación. Llegaría al banquillo Jersson González como interino para las últimas fechas, logrando ratificarlo entre los ocho con dos victorias, dos empates y una derrota, rematando en la cuarta posición del todos contra todos al sumar 32 puntos; para el comienzo de los cuadrangulares sería ratificado como técnico en propiedad hasta el final del campeonato mientras se definía un nuevo estratega para el segundo semestre. En los cuadrangulares empezaría con derrotas en las dos primeras jornadas por 2-1 ante Millonarios y 1-0 ante Deportivo Pasto pero se recuperaría en las dos siguientes fechas ganando al Unión Magdalena por 2-0 en Santa Marta y 4-0 en Cali, una nueva derrota por 3-0 ante Deportivo Pasto dejaría virtualmente eliminado de toda opción de llegar a la final del Torneo Apertura; en el último partido jugaría por el honor ante Millonarios en Bogotá, ganando por 2-1 y de paso eliminaría al equipo azul de jugar la final dándole el paso al Deportivo Pasto que le ganaría por 3-0 al Unión Magdalena en Ipiales.
Para el segundo semestre llegaría al banquillo escarlata el brasileño-costarricense Alexandre Guimarães con el reto de devolverle el protagonismo y clasificarse en los ocho; se mantendría la misma nómina del primer semestre y llegarían refuerzos como Michael Rangel y Duván Vergara que serían piezas fundamentales del cuerpo técnico durante el campeonato; en el Torneo Finalización empezaría de la mejor manera logrando reivindicarse en los ocho, pero desde la fecha 11 hasta la fecha 15 tuvo un bache futbolístico donde tuvieron cinco partidos sin ganar con tres empates ante Jaguares por 2-2, ante Atlético Bucaramanga por 1-1 y ante La Equidad por 3-3, y dos derrotas ante Atlético Huila por 1-0 y ante Deportivo Cali por 3-2 en el que estuvieron a punto
de sacar al técnico Guimarães; pero desde la fecha 16 volverían los buenos resultados al ganarle por 2-0 al Unión Magdalena, luego ganarían por 2-1 ante Millonarios y Atlético Nacional respectivamente logrando anticipadamente su clasificación a los cuadrangulares, finalizarían el todos contra todos con una derrota por 3-1 ante Cúcuta Deportivo y en la última fecha ganarían por la mínima diferencia (1-0) ante Deportivo Pasto terminando en la segunda posición con 35 puntos. En los cuadrangulares comenzarían con derrota por 2-1 ante Santa Fe en Bogotá, pero ganarían los siguientes partidos por 3-1 ante Alianza Petrolera y 1-0 al Deportivo Cali, volverían a caer ante su rival de patio el Deportivo Cali por 2-1 en el Estadio Palmaseca y posteriormente las victorias alcanzadas por 1-0 al Alianza Petrolera y 2-0 al Santa Fe en Cali le darían la clasificación a la final de un certamen de Liga desde el recordado Finalización 2008; de esta manera aseguraría por reclasificación el cupo a la Copa Libertadores 2020, torneo al que volverán luego de once años de ausencia. En la final se enfrentarían al vigente bicampeón del fútbol colombiano, Junior de Barranquilla; en el partido de ida jugado en Barranquilla, el América sacaría un valioso empate 0-0 en el Estadio Metropolitano, y en el de vuelta jugado en el Estadio Pascual Guerrero de Cali ganaría el cuadro escarlata por 2-0 con autogol de Sebastián Viera y un gol de Carlos Sierra, logrando la estrella 14 para su palmarés y volviendo a ganar la liga después de 11 largos años donde pasarían momentos difíciles como el lamentable descenso en 2011 y cinco años en la Primera B, dándole de nuevo una gran alegría a la hinchada americana. Además, Alexandre Guimarães se convierte en el primer técnico nacido en Brasil en quedar campeón del fútbol colombiano en sus 71 años de historia y el primer extranjero que alcanza una estrella con los Diablos Rojos.
Tras los buenos resultados alcanzados en la temporada anterior América iniciaba un 2020 con expectativas muy altas, en la pretemporada se confirma el regreso de Adrián Ramos y la permanencia de jugadores importantes de la campaña anterior como Michael Rangel (Botín de Oro), Matías Pisano y Duvan Vergara; obtiene en el título de Torneo ESPN 2020 en Bogotá y tiene un regular inicio en Liga así como en Copa Libertadores donde consigue una victoria frente la Universidad Católica de Chile en Santiago después de muchos años, la suspensión de todos los torneos por causa del COVID-19 afecto los ingresos de todos los equipos del FPC América que no fue ajeno a esto tuvo que reestructurarse y recortar gastos, durante el parón se desvincula el cuerpo técnico encabezado por Alexandre Guimarães artífice la estrella el año anterior así como dos pilares del equipo Michael Rangel y Matías Pisano ante la imposibilidad de acordar la continuidad.
Se vincula como entrenador al argentino Juan Cruz Real pese a la resistencia de un amplio sector de la fanaticada escarlata la junta directiva le da el voto de confianza al estratega quien en su debut pierde la final de Superliga en Cali ante Atlético Junior, mientras que en el remate de la fase de grupos de Copa Libertadores aun dejando una buena imagen de juego remataría último del grupo sin opción de Sudamericana. En la liga local si bien el equipo fue irregular alcanzó los puntos necesarios para clasificar a los playoffs,  En su debut se enfrentaría a Atlético Nacional perdiendo la ida en Cali por 1-2 pero remontando en la vuelta ante un elenco verdolaga diezmado por el Covid 0-3 en Medellín, la semifinal lo cruzaría nuevamente con Junior al cual elimina en Barranquilla con gran actuación de Adrián Ramos y en la final derrotaría al mejor equipo del año Independiente Santa Fe por global de 3 a 2 siendo determinante la victoria alcanzada en la ida por 3-0 con la gran actuación de Yesus Cabrera, Duván Vergara y el canterano Santiago Moreno.
Posterior al título de liga del año 2020 los resultados no fueron muy favorable para el cuadro Rojo y por ende fue despedido el profesor Juan Cruz Real y es contratado el experimentado entrenador mundialista el profesor Juan Carlos Osorio.

## Reconocimientos internacionales
En el escalafón mundial de clubes de la Federación Internacional de Historia y Estadística de Fútbol (IFFHS), América era el único equipo colombiano en ocupar el segundo lugar en el planeta. En el escalafón general, desde 1990 hasta 2009, América ocupa el puesto 37, siendo el mejor equipo colombiano.

## Rivalidades

### Con Deportivo Cali: Clásico vallecaucano
El clásico vallecaucano (el derbi regional más jugado en toda la historia del fútbol colombiano), muestra a Cali como una de las ciudades más futboleras del país[cita requerida] gracias al título ganado por el América en el torneo 2008-II, con lo que ambos equipos de la ciudad del Valle del Cauca han sumado un total de 22 títulos. El primer dato que se tiene del clásico es la final de un torneo departamental en 1931 en el que Deportivo Cali venció al América 1-0, y en el que el árbitro decidió anular dos goles del América por ser ilícitas. Como protesta, América publicó unos volantes en contra del arbitraje y como consecuencia fue suspendido de toda competición regional durante un año, por tanto sus directivos decidieron realizar la gira a lo largo del país, la cual fue la primera que un equipo colombiano realizara para ese entonces. El América obtuvo el pentacampeonato (quinto título consecutivo) en 1986 y el título de 1992 contra el Deportivo Cali.
Hasta la fecha se han jugado 279 clásicos: el América De Cali ha ganado 87 y el Deportivo Cali ha ganado 104; han empatado en 88 ocasiones. Último clásico resultó en empate, por Copa Colombia.
De acuerdo con la revista World Soccer Magazine, el encuentro entre América y Deportivo Cali es considerado como el 35avo clásico más importante del mundo (El 9.º de Suramérica y único colombiano de una lista de 50 clásicos). Por su parte, la revista de fútbol FourFourTwo también lo considera el mejor clásico que se disputa en el país, ubicando el partido en el lugar 40 de su escalafón mundial, y situándose por encima de clásicos como el de Independiente Santa Fe y Millonarios o el duelo de Atlético Nacional frente al Independiente Medellín.

### Con Atlético Nacional: Clásico Popular
Considerado como una de las principales rivalidades del fútbol colombiano, y para la mayoridad de personas como el verdadero Clasico/Superclasico De Colombia, este enfrentamiento de reciente data tiene relevancia por el hecho de que desde 1979, cuando América consiguió su primer título, ambos equipos se han enfrentado hasta la fecha en más de 15 finales.
La importancia de este encuentro, tuvo sus inicios a finales de los años ochenta. El primer encuentro data de 1948 cuando el equipo caleño le ganó 3-0 al equipo verdolaga.
Es el clásico más parejo del fútbol colombiano; hasta el 3 de septiembre de 2011 se han enfrentado 241 veces para un saldo de 92 victorias rojas, 86 derrotas y 78 empates. La final más reciente entre estos dos equipos se registró en el primer torneo corto del año 2002-I donde el América consiguió su duodécima estrella como visitante en la ciudad de Medellín. En 1991 se enfrentaron por primera vez en Copa Libertadores y también en 1992; hasta la fecha los encuentros dejan un saldo de 6 victorias rojas, 4 verdes y un empate, además de enfrentamientos en otros torneos de la CONMEBOL como la Copa Sudamericana de 2002.
Entre los dos clubes hay más de 15 enfrentamientos en finales, y precisamente el primer título de Atlético Nacional en 1954 fue en Palmira, al consagrarse en el último partido del campeonato 6-2 en el Estadio Francisco Rivera Escobar ante el América. Otro enfrentamiento de esta naturaleza fue en 1981 cuando el partido tomó un verdadero ambiente de clásico, pues Nacional se consagró campeón frente al América en el estadio Atanasio Girardot logrando su cuarta estrella. En los noventa la rivalidad se convirtió en todo un clásico del fútbol colombiano, pues los dos lograron tres títulos en este período y eran permanentes sus encuentros en copas internacionales. En 1990 y 1992, América se consagró campeón y dejó a Atlético Nacional subcampeón y en 1991 y 1999 se produjo lo contrario, ya sea por enfrentamientos directos o por posición en los cuadrangulares. Por torneos continentales, los enfrentamientos siempre fueron parejos, y 2 veces se dio la eliminación directa entre ellos y fue en la Copa Libertadores de 1991 cuando Nacional eliminó al América en cuartos de final con un marcador global de 2-0, y posteriormente en la siguiente edición cuando el América eliminó al Nacional en cuartos de final con un global de 5 -2.[cita requerida]
En 2002, América se coronó campeón del Apertura venciendo en la final a Atlético Nacional y dando la vuelta en el estadio Atanasio Girardot. Igualmente se volvieron a encontrar ese mismo año pero en Copa Sudamericana, donde Atlético Nacional pasó a cuartos de final luego de vencer al América con un resultado global de 3-1. En 2006, Atlético Nacional goleó 6-0 al América de Cali en la última fecha del todos contra todos del Apertura en Medellín y lo eliminó de toda opción de llegar a los cuadrangulares semifinales.

### Con Millonarios: Clásico de las Estrellas
Uno de los grandes clásicos del país, durante un tiempo fue considerado como "El Superclásico del Fútbol Colombiano" por tener una gran importancia histórica para el fútbol profesional en Colombia, ya que ambos clubes son los más ganadores de los torneos largos de la Categoría Primera A, actualmente siendo el tercer partido que más copas reúne en el FPC (solo superado por los partidos entre Millonarios y Atlético Nacional (33), y Atlético Nacional contra el mismo América (32) debido a que entre ambos equipos suman en total 31 títulos de la División Mayor del Fútbol Colombiano (Dimayor), 15 de América y 16 de Millonarios Fútbol Club. Además también reúne a los dos clubes pioneros en la fundación de la Dimayor el 26 de junio de 1948 que se logró gracias a la gestión de sus presidentes, Alfonso Senior Quevedo, de Millonarios y Humberto Salcedo Fernández Salcefer, de América, en el edificio de la Sociedad de Mejoras Públicas de Barranquilla.
Los clásicos disputados en el año (2008), se saldaron con balance de un triunfo para cada uno como local, primero el 2 de abril, jugando la fecha 11 del Torneo Apertura, a pesar de ir perdiendo desde los 20 segundos de iniciado el compromiso, Millonarios empata a los 5 minutos a través de Ricardo Ciciliano, quien marcó de nuevo al 16. Más adelante se fue expulsado Roberto Carlos Cortés, pero Millonarios llegó al 3-1 de nuevo con gol de Ricardo Ciciliano. Después, el 28 de septiembre, en la misma fecha en el Torneo Finalización, América de Cali ganó por 1-0 con gol de Adrián Ramos. En este (2010), se enfrentaron en el Torneo apertura donde América de Cali venció ganó por 3-2. En la  fecha 16 del torneo Finalización 2011 ocurrió el último partido entre ambos equipos; ese duelo Millonarios lo ganó por 2-0. Este clásico volvió a jugarse de nuevo en el Primer semestre de 2017, después de cinco años por el descenso del cuadro escarlata a segunda división con resultado 3-0 a favor del equipo embajador.

### Con Independiente Santa Fe: Clásico de Rojos

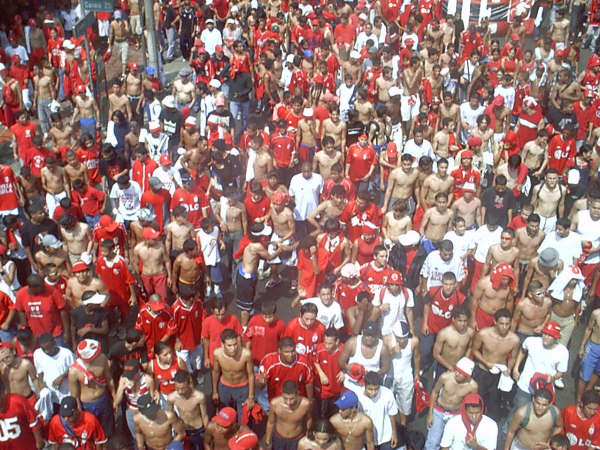
Caravana de hinchas americanos hacia el estadio Pascual Guerrero para vivir otra versión más del "Clásico de Rojos".

Este encuentro es considerado como el más peligroso del fútbol colombiano,[cita requerida] luego de que se presentarán una serie de episodios que conllevaron al fallecimiento de 5 seguidores (3 de ellos de Santa Fe y 2 del América), producto de enfrentamientos que ocurrieron entre las barras bravas al final de los partidos.[cita requerida]
Esta rivalidad no tiene fecha exacta de comienzo, pese a que América consiguió justamente su primera estrella contra el rojo capitalino en la lucha del campeonato de 1979, pero se dice que fue durante finales de la década de los 80 e inicios de los 90 por la gran cantidad de jugadores de Santa Fe (Rincón, Jorge Balbis, 'Checho' Angulo, Eduardo Niño, Wilmer Cabrera, 'Tren' Valencia) que luego fueron transferidos al América y que terminaron beneficiando a los Diablos Rojos en varios de sus títulos conseguidos.
En su época fue un clásico muy disparejo ya que los años 90 fueron la peor época de Santa Fe en toda su historia y los 80 la mejor para América.
Años después vino la final de la Copa Merconorte 1999 entre ambos cuadros. América, después de haber perdido 1-2 en su propio estadio, ganó en un intenso partido de vuelta en El Campín 0-1, donde no se anuló el gol del Tigre Castillo. Finalmente, en definición por cobros penales que terminó 3-5, América obtuvo su primer título internacional hasta la fecha. Desde entonces, este clásico atrae gran cantidad de público.
El 11 de mayo de 2005 en al fecha 17 del Torneo Apertura, en un juego de campeonato entre estos dos equipos en El Campín que finalizó 2-5, hubo un bochornoso episodio en la historia del fútbol colombiano, causado por enfrentamientos entre las barras bravas de Independiente Santa Fe (La Guardia Albi-Roja Sur); y El América (Disturbio Rojo Bogotá), dejando muerto a uno de sus integrantes; durante el mismo partido, un aficionado ingresó al terreno de juego y agredió al árbitro central Fernando Panesso.
Del 2005 al 2006 este clásico obtuvo bastante temor entre los aficionados, incluso la prensa lo cataloga como el 'clásico de la violencia' dejando 4 muertos en 4 partidos diferentes.
Ambos equipos se enfrentaron en la final del Campeonato 2020 donde en el partido de ida en el Pascual Guerrero lo ganó América 3-0, y el de vuelta en El Campín lo ganó Santa Fe 2-0 quedando campeón el cuadro escarlata siendo bicamapeón y logrando el título 15.
El año siguiente los dos equipos se volvieron a enfrentar por la definición de la Superliga 2021, el primer encuentro jugado el día 5 de octubre se disputó en la ciudad de Cali con un resultado a favor del cuadro cardenal por 2 a 1, la vuelta disputada el 20 de octubre en El Campín de Bogotá acabó con resultado 3 a 2 otra vez a favor del conjunto capitalino, ganando su cuarta superliga y consolidándose como el máximo ganador de la competición con 4 títulos. 
Hoy en día América cuenta con 18 títulos oficiales:
15 Campeonatos en Categoría Primera A,
1 Copa Merconorte en 1999 1 Copa Simón Bolívar en 1975,  y
1 Categoría Primera B en 2016,
Independiente Santa Fe posee 18 títulos oficiales:
9 Campeonatos en Categoría Primera A,
1 Copa Sudamericana en 2015,
1 Copa Suruga Bank en 2016,
4 Superliga de Colombia en 2013, 2015, 2017 y 2021, 2 Copa Colombia en 1989 y en 2009 y una Copa Simón Bolívar en 1970.

### Otros duelos regionales
Desde su descenso en 2011 hasta su ascenso en 2016, con la imposibilidad de jugar el clásico vallecaucano con el Deportivo Cali en Primera división, el América de Cali juega duelos regionales con el Atlético de Cali (antes Depor Fútbol Club) y el Orsomarso S.C. de Palmira hasta 2016, en algún momento también enfrentó a Cortuluá por el torneo de ascenso desde 2012 hasta 2014 y se disputó en la Primera división la primera desde 1994 hasta 2004, la segunda el de 2010 y la tercera el de 2017. Sin embargo, estos clubes a excepción de Orsomarso han sido rivales frecuentes tanto del América como del Deportivo Cali en la Copa Colombia, por lo cual existe un historial importante de duelos oficiales desde 2008.

## Datos del club
- Puesto histórico: 4.º[233]
- Temporadas en 1.ª: 81 (1948-1952, 1954-2011, 2017-presente).
- Temporadas en 2.ª: 5 (2012-2016).
- Mejor puesto en la liga: 1.º (15 veces: 1979, 1982, 1983, 1984, 1985, 1986, 1990, 1992, 1996/97, 2000, 2001, 2002-I, 2008-II, 2019-II, 2020).
- Temporadas Ausente de 1.ª: 6 (1953, 2012-2016).

Peor puesto en la liga: Último (3 veces): 10° 1958, 12° 1959, 18.º 2009-II, Descendido a la Primera B en 2011 (Por promoción).
- Mayor cantidad de fechas invicto:
  - 22 en el Campeonato colombiano 1967.
  - 23 en el Campeonato colombiano 1984.
- Mayores goleadas a favor:
  - En torneos nacionales:
    - 9-0 al Cúcuta Deportivo el 29 de agosto de 1990[234]
    - 8-1 al Unión Magdalena el 6 de junio de 1993
    - 6-0 al Deportivo Unicosta el 29 de marzo de 1998
    - 6-2 al Universidad Nacional el 28 de octubre de 1951
    - 6-1 al Once Caldas el 16 de  febrero del 2000
    - 6-0 al Atlético Huila el 20 de mayo del 2000
    - 5-0 al Boyacá Chicó el 16 de septiembre de 2023.[235]
    - 5-1 al Millonarios el 22 de julio de 1990
    - 5-0 al Millonarios el 23 de febrero de 1992
    - 1-5 al Deportivo Pereira el 21 de noviembre de 2021
    - 1-5 al Deportivo Pasto el 18 de junio de 2000
    - 5-2 al Deportivo Cali el 30 de abril de 2022
    - 2-5 al Independiente Santa Fe el 11 de mayo de 2005[236]
    - 4-0 al Boyacá Chicó el 14 de noviembre de 2010[237]
    - 4-0 al Deportes Quindío el 8 de febrero de 2004
    - 0-4 al Deportivo Cali el 22 de marzo de 2008[238]
    - 1-4 al Deportes Tolima el 27 de noviembre de 2011
    - 4-1 al Deportivo Pereira  el 6 de abril de 2008
    - 4-1 al Atlético Junior el 25 de septiembre de 2005
    - 4-1 al Atlético Nacional el 8 de septiembre de 2004
    - 4-2 al Once Caldas el 16 de abril de 2017
    - 1-4 al Envigado F.C el 5 de noviembre de 2006[239]
    - 1-4 al Once Caldas el 24 de noviembre de 2004[240]
    - 4-1 al Sporting en el Campeonato colombiano 1952
    - 4-2 a Atlético Bucaramanga el 12 de mayo de 2007[241]

  - En torneos internacionales:
    - 6-0 al The Strongest, Copa Libertadores el 12 de junio de 1987
    - 5-0 al Atlético Paranaense, Copa Libertadores el 26 de marzo de 2002
    - 4-1 al River Plate, Copa Libertadores el 27 de mayo de 2003
- Mayores goleadas en contra:
  - En torneos nacionales:
    - 2-7 contra Deportes Quindío el 25 de mayo de 1958
    - 7-3 contra Santa Fe el 8 de mayo de 1949[242][243]
    - 6-0 contra Once Caldas, Campeonato colombiano 1999 (29 de abril de 1999)
    - 6-0 contra Atlético Nacional, Torneo Apertura 2006 el 21 de mayo de 2006
    - 6-0 contra Deportes Tolima, Torneo Apertura 2007 el 25 de abril de 2007
    - 6-3 contra Deportivo Cali, Torneo Finalización 2010 el 10 de octubre de 2010
    - 5-3 contra Atlético Junior, Torneo Apertura 2005 el 10 de abril de 2005
    - 4-0 contra Once Caldas, Torneo Finalización 2011 el 12 de noviembre de 2011
    - 4-0 contra Deportivo Pasto, Torneo Apertura 2004 el 9 de junio de 2004
    - 4-0 contra Atlético Huila , Torneo Apertura 2018 el 31 de marzo de 2018
    - 4-0 contra La Equidad, Torneo Apertura 2008 el 16 de marzo de 2008
    - 1-4 contra Cúcuta Deportivo, partido de ida Serie de Promoción el 7 de diciembre de 2012
    - 4-1 contra Jaguares, Final Torneo Apertura Primera B 2014 el 4 de junio de 2014
    - 2-4 contra Atlético Nacional, Torneo Finalización 2011 el 3 de septiembre de 2011

  - En torneos internacionales:
    - 5-1 contra Santos, Copa Libertadores el 5 de febrero de 2003
    - 4-0 contra Boca Juniors, Copa Libertadores 19 de junio de 2003
- Mejores resultados como visitante:
  - 0-4 contra Deportivo Quito, Copa Libertadores el 10 de marzo de 1998
  - 2-5 contra Colegiales, Copa Libertadores el 12 de febrero de 2000
  - 1-4 contra 12 de Octubre, Copa Libertadores el 16 de abril de 2003
  - 1-3 contra Flamengo, Copa Libertadores (2 de marzo de 1993). (Hasta ahora América es el único equipo colombiano que ha triunfado en el estadio Maracaná).[cita requerida]
- Máximo goleador:
  - Antony de Ávila 208 goles.[244]
- Jugador con más partidos disputados:
  - Álex Escobar 505 partidos.[245]
- Jugador con más títulos: Antony de Ávila.
  - Primera A: 1982, 1983, 1984, 1985, 1986, 1990, 1992, 1996-97.
  - Botín de oro del Campeonato colombiano 1990.
  - Goleador de la Copa Libertadores 1996.
- Portero con mayor invicto: Julio César Falcioni.
  - 764 minutos en 1981.[246]
- Mejores temporadas:
  - Campeonato colombiano 1982 + Apertura y Finalización.
  - Campeonato colombiano 1984 + Apertura (Copa de la Paz), Finalización (Torneo Nacional) y 23 fechas invicto.[247]
  - Campeonato colombiano 1990 + Apertura, Finalización, Botín de Oro (Antony de Ávila) y Botín de Plata (Sergio Angulo).

## Palmarés
Nota: en negrita competiciones vigentes en la actualidad. Indicado el récord del torneo  y el compartido 
Torneos nacionales (15)
| Competición nacional        | Títulos                                                                                              | Subcampeonatos                              |
| --------------------------- | --- | ------------------------------------------- |
| Categoría Primera A (15/7)  | 1979, 1982, 1983, 1984, 1985, 1986, 1990, 1992, 1996-97, 2000, 2001, 2002-I, 2008-II, 2019-II, 2020. | 1960, 1969, 1987, 1991, 1995, 1999, 2008-I. |
| Copa Colombia (0/1)         | | 2024.                                       |
| Superliga de Colombia (0/2) | | 2020, 2021.                                 |
|                             | |                                             |
| Categoría Primera B (1/1)   | 2016.                                                                                                | 2012.                                       |

Torneos internacionales (2)
| Competición internacional          | Títulos | Subcampeonatos          | Subcampeonatos |
| ---------------------------------- | ------- | ----------------------- | -------------- |
| Copa Merconorte (1/0)              | 1999.   |                         | [ n 2 ]        |
| Copa Libertadores de América (0/4) |         | 1985, 1986, 1987, 1996. | [ n 2 ]        |
|                                    |         |                         |                |
| Copa Simón Bolívar (1/0)           | 1975.   |                         | [ n 3 ]        |

Torneos regionales (8)
| Competición regional                    | Títulos                       | Subcampeonatos | Subcampeonatos |
| --------------------------------------- | ----------------------------- | -------------- | -------------- |
| Primera Categoría Departamental (5/0)   | 1931, 1932, 1933, 1936, 1937. |                | [ n 4 ]        |
| Segunda Categoría Departamental (2/0)   | 1927, 1930.                   |                | [ n 4 ]        |
| Copa Centenario Batalla de Boyacá (1/0) | 1919.                         |                | [ n 4 ]        |

Reconocimientos internacionales (5)
| Distinción                                        | Año   |       |
| ------------------------------------------------- | ----- | ----- |
| Club Clásico FIFA (1)                             | 2014. | 2014. |
| Mejor club colombiano del siglo xx IFFHS (1)      | 2009. | 2009. |
| 9° mejor club sudamericano del siglo xx IFFHS (1) | 2009. | 2009. |
| 37° mejor equipo de todos los tiempos IFFHS (1)   | 2009. | 2009. |
| 2° club del año IFFHS (1)                         | 1996. | 1996. |

## Participaciones internacionales
El América es el equipo colombiano que en más ocasiones ha jugado la final de la Copa Libertadores de América, no obstante nunca obtuvo el título. Pese a ello, la Conmebol ubica al América de Cali en el séptimo lugar de la tabla histórica de la competición, siendo el mejor equipo colombiano en el máximo torneo de clubes en Sudamérica.
En la tabla histórica de la Copa Conmebol el América también aparece en el séptimo lugar de la clasificación siendo el mejor equipo colombiano en dicha competición.
| Competencia            | Edición |
| ---------------------- | --- |
| Copa Libertadores (21) | 1970, 1980, 1983, 1984, 1985, 1986, 1987, 1988, 1991, 1992, 1993, 1996, 1998, 2000, 2001, 2002, 2003, 2005, 2009, 2020, 2021. |
| Copa Sudamericana (7)  | 2002, 2008, 2018, 2021, 2022, 2024, 2025.                                                                                     |
| Copa Merconorte (4)    | 1998, 1999, 2000, 2001. |
| Copa Conmebol (2)      | 1995, 1997. |
| Copa Simón Bolívar (2) | 1975, 1976. |

## Récords y acontecimientos
- En 1919, tras ocho meses de su fundación, ganó la Copa Centenario Batalla de Boyacá, uno de los primeros torneos reconocidos organizados en el país.

- Fue el primer equipo colombiano en realizar una gira nacional por las principales localidades y municipios del Valle del Cauca, Bogotá, Barranquilla, Santa Marta y Medellín (1931).[52]

- En 1931 América disputó su primer partido internacional en Bogotá contra el Brondy peruano. El resultado fue 2-5 a favor del equipo inca, sin embargo los escarlatas fueron el único equipo de Colombia que le marcaron más de un gol al combinado visitante.

- En 1947 por primera vez en la historia los Diablos Rojos incluyeron jugadores extranjeros: Zegarra y Montañés, de nacionalidad peruana.

- El presidente de América (Humberto Salcedo Fernández), el de Millonarios (Alfonso Senior Quevedo) y el de Nacional (Jorge Osorio Cadavid) fueron los fundadores de la Dimayor y, a su vez, profesionalizaron el fútbol en Colombia.

- El primer gol en la historia del equipo en el profesionalismo lo marcó Inocencio Paz Lasso "Cencio", en partido frente a Independiente Medellín que terminó 4-0 a favor del América.[255]

- El club de debut como arquero de Gabriel Ochoa fue América, y el de retiro como entrenador también.

- Efraín "Caraña" González convirtió el único gol olímpico en la historia del club, la tarde en que el cuadro escarlata perdió con Santa Fe 1-3 en la ciudad de Cali, el 1 de noviembre de 1950. El arquero santafereño era Julio "Chonto" Gaviria.[84]

- El 1 de julio de 1950, América empató con Huracán de Medellín a 6 goles, siendo este el empate más amplio en la historia del fútbol profesional colombiano.[256]

- En 1952 se vinculan por primera vez jugadores europeos al América: Tony Katalenic y Antony Franjic, ambos de nacionalidad Yugoslava.[257] También optó por yugoslavos en 1974 con Pedrag ‘Bucky’ Bubanja y Sivorad Screbrich. Para 1975 Yovna Jaydokovic, Mihailo Jezevik, Radovan Birovllev y el recordado Dussan Sopic, todos yugoslavos, este último duró varias temporadas en el cuadro rojo y es muy recordado por su entrega en el medio del campo y su extenso bigote.[257]

- El 8 de agosto de 1952 en un partido jugado en el estadio Pascual Guerrero en beneficio del América, por su difícil situación económica, los escarlatas enfrentaron por primera vez a un equipo Español el Deportivo Sevilla el resultado fue un vibrante 4 a 4.[258]

- La noche del viernes 10 de julio de 1959 el América, reforzado con lo mejor de la selección Colombia y la selección Valle, se enfrentó al poderoso Real Madrid de Alfredo Di Stéfano. El resultado fue de 2-5 favorable a los merengues; los dos goles del América los consiguió Carlos Cuéllar, siendo hasta hace muy pocos años el único colombiano en anotarle a los madridistas.[259][260]

- El jueves 24 de mayo de 1962 América enfrentó en duelo amistoso a la Unión Soviética que se preparaba para el Mundial de Chile 62; el partido que se disputó en el Pascual Guerrero acabó en un heroico empate a cero goles en la URSS atajaba el legendario Lev Yashin;[261] más tarde en 1973 los Diablos Rojos volvieron a enfrentar una Selección Soviética el resultado fue adverso ya que América cayó 1-0.[262]

- En 1965 estableció el récord de empates en un mismo torneo, logrando 22 igualdades en 48 partidos disputados.[263][264]

- En 1967 estuvo invicto durante 22 fechas. En el 1984 superó su registro, logrando 23 jornadas sin conocer la derrota. En la historia del fútbol profesional colombiano, es el segundo equipo con mayor número de partidos invicto, siendo superado por Millonarios, que alcanzó 29 fechas en 1999.

- Es el único equipo en conseguir el pentacampeonato colombiano (5 títulos consecutivos). Lo logró en los años 1982, 1983, 1984, 1985, y 1986; además, estos cinco títulos se obtuvieron bajo la dirección del mismo técnico: Gabriel Ochoa Uribe.

- Es el equipo colombiano que más finales de la Copa Libertadores ha disputado (tres de ellas consecutivas), en los años 1985, 1986, 1987, y 1996. Además ha disputado diez semifinales de la Copa Libertadores, ubicándose séptimo en el historial.

- El 2 de marzo de 1993, por la Copa Libertadores, el América se convirtió en el primer cuadro colombiano en triunfar en el estadio más grande del mundo, el Maracaná de Río de Janeiro. En aquella ocasión venció al Flamengo 1-3 con goles de Jorge Orosman 'Polilla' da Silva, Javier Ferreira y Freddy Eusebio Rincón Valencia. A la fecha ningún otro conjunto cafetero ha podido repetir la memorable actuación escarlata.[109]

- Fue el último campeón de los torneos largos (2001) y el primero de los torneos cortos (2002-I).

- Fue campeón del último torneo del siglo XX en 2000 y del primero del siglo XXI en 2001.

- En los últimos 31 años es el equipo colombiano que más veces se ha coronado campeón.

- Fue el único equipo colombiano que alcanzó el segundo lugar en la clasificación mundial de clubes según la IFFHS. Lo logró en la temporada 1996-1997, siendo superado por Juventus de Italia.[117]

- Tiene el récord de 14 partidos ganados de manera consecutiva en el torneo colombiano (1996/1997). Curiosamente, la racha se terminó ante el Deportivo Cali, que hasta entonces era el equipo que ostentaba dicho marca. Hoy día, ambas marcas siguen vigentes en Colombia.

- En el Campeonato colombiano 1998 registra una nueva racha, esta vez de empates consecutivos (7), estableciendo un récord imbatido.

- Antony de Ávila es el máximo anotador en los clásicos vallecaucanos, con 19 tantos.[265]

- Tuvo al jugador que más títulos del fútbol colombiano logró con un mismo equipo: (Antony de Ávila estuvo en los campeonatos de 1982, 1983, 1984, 1985, 1986, 1990 y 1992.

- Fue el equipo que le propuso a la Dimayor que todo equipo profesional de fútbol colombiano incorporara por lo menos un jugador menor de 20 años como inicialista en cada partido, propuesta que fue aceptada por la Dimayor, viendo que esto ayudaría en la formación de nuevos talentos colombianos.[84]

- Le ganó al Argentinos Juniors de Diego Armando Maradona por el marcador de 3-2 en un partido correspondiente a la Copa Ciudad de Cali, torneo amistoso jugado en el Pascual Guerrero. América gana además el torneo derrotando en la final a su rival de patio.[266]

- En los años 80 un joven jugador que para ese tiempo estaba mostrando su capacidad como arquero, fue ofrecido al médico Ochoa. Ochoa no lo consideró por las actuaciones fenomenales del "Gato" Falcioni. Ese arquero, que pudo haber sido jugador del América, era el paraguayo goleador y uno de los mejores arqueros del mundo, José Luis Chilavert.[267]

- En la década de los 80 se confirmó que tuvo la nómina más cara del continente.[268]

- En una encuesta realizada por la Dimayor para encontrar el mejor equipo de la historia en los 60 años del fútbol profesional colombiano, el América de Gabriel Ochoa Uribe fue destacado como el mejor equipo, superando incluso al Millonarios de El Dorado (también llamado "Ballet Azul") y al Atlético Nacional de Francisco Maturana campeón de América en 1989.[268]

- En 2006 se convirtió en el primer equipo colombiano que, al estilo de los clubes europeos, inscribió tres uniformes de competencia: el rojo titular, el blanco como primera alternativa, y el negro con dorado como segunda.

- En 2008 y luego de coronarse campeón del Finalización, alcanza en títulos a Millonarios, convirtiéndose así en uno de los 2 clubes más laureados del Fútbol Profesional Colombiano en el marco de los 60 años de la Dimayor.

- Sus divisiones inferiores son el equipo con más títulos del extinto Torneo Nacional de Reservas con 5, obtenidos en (1966, 1967, 1981, 2003 y 2004), y de la Primera C con 2 más, (1996 y 1998) mientras este torneo fue organizado por la Dimayor; además de ser el máximo campeón de la Copa El País con 4 títulos, (2006, 2007, 2009 y 2011).

- Sergio Galván delantero argentino nacionalizado colombiano convirtió su gol No 218 jugando con la camiseta de América en la temporada 2010, lo que lo convirtió en el máximo goleador histórico del fútbol colombiano, superando a Iván René Valenciano en un empate a 2 entre los diablos rojos y Junior de Barranquilla.[269] Además, con 547 partidos, se convirtió en el jugador extranjero con más partidos oficiales en la liga colombiana.[270]

- El 17 de diciembre del 2011, por primera vez en su historia el América de Cali descendió de categoría luego de perder 4-3 en penales ante Patriotas de Tunja en el juego por la promoción. Los rojos cerraron el peor año de su historia y fue noticia internacional. Todo se dio como resultado de malas administraciones, y la falta de dineros por parte del club, gracias a pobres taquillas y por el hecho de estar en la lista Clinton, lo cual le impide a la institución el hecho de poseer algún patrocinador y el crear cuentas financieras para la institución.

- Con su victoria en condición de visitante sobre Defensa y Justicia en Argentina por la Copa Sudamericana 2018 América se ha convertido en el primer equipo Colombiano que ha ganado en todos los países de Sudamérica por torneos oficiales Conmebol.[271]

## Otros logros y distinciones
- Segundo mejor equipo del mundo en 1996-1997 según la Federación Internacional de Historia y Estadística de Fútbol.[210] escoltando al equipo italiano Juventus y superando a equipos como Barcelona, Atlético de Madrid y Real Madrid entre otros, siendo a su vez el mejor equipo del continente americano.[117]

- Trigésimo séptimo mejor equipo en el ranking histórico de la Federación Internacional de Historia y Estadística de Fútbol entre 1990 y 2009.[211] siendo el mejor equipo colombiano y el séptimo de Sudamérica.

- 9.º equipo del siglo XX en Sudamérica según la Federación Internacional de Historia y Estadística de Fútbol en un listado publicado en 2009.[272]

- 2.º equipo colombiano de la década 2001-10 según la Federación Internacional de Historia y Estadística de Fútbol.[273]

- 13.º mejor equipo en la tabla histórica de la Copa Libertadores de América siendo el mejor equipo colombiano en el máximo torneo continental.[274]

- 7.º mejor equipo en la tabla histórica de la Copa Conmebol siendo el mejor equipo colombiano en el extinto torneo.[275]

- 4.º mejor equipo en la tabla histórica de la Copa Merconorte superado por Millonarios, Atlético Nacional y Emelec.[276]

- 4.º mejor equipo en la tabla histórica del Fútbol Colombiano superado por Millonarios, Deportivo Cali y Atlético Nacional.

## Símbolos

### Escudo

Primer escudo del club, tomado de una foto de 1938.

Escudo años 40s, el primer diablo.

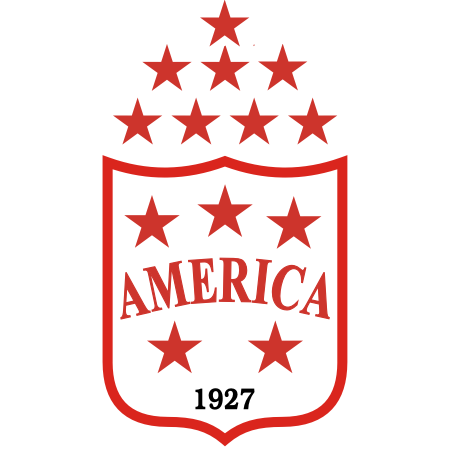
Escudo del América utilizado entre 2008 y 2012.

El primer escudo del club, cuando el fútbol en Colombia recién iniciaba con clubes amateurs, se conoció a mediados de los años 30s, este escudo se trató del mapa de América del Sur en referencia al nombre del equipo que se constituyó como América F.C., se usó hasta 1939.
El escudo con el diablo que identifica esta institución apareció en la década de 1940 como un símbolo de fiesta los protagonistas de la época manifestaban que los jugadores americanos jugaban como verdaderos diablos en la cancha.
Durante los doce años de permanencia de Gabriel Ochoa Uribe, en el América, el escudo con el diablo siempre fue un inconveniente por el misticismo que manejaba el "médico". Por tal motivo, en los uniformes el escudo solo tenía las estrellas correspondientes a los campeonatos conseguidos.[cita requerida]
El escudo del equipo ya había sido modificado en 1977; todo con motivo de los 50 años del club; para el Campeonato de aquel año América apareció con un escudo redondo que tenía dos adornos de laurel y la leyenda América 50 Años. Una modificación similar se realizó el año 2007 en conmemoración de los 80 años del club se reemplazó temporalmente el diablo por el logo de América 80 Años en color dorado, en la parte inferior se colocaron los años 1927-2007 y en la superior las estrellas correspondientes a los doce títulos nacionales que poseía el club hasta entonces.
Con ocasión de los 70 años del Club, en 1997, se decidió recuperar el diablo para los uniformes y la implementación deportiva. A partir de esa fecha se ha desterrado totalmente el significado maléfico que muchas personas le otorgan y se considera simplemente en término figurativo.
En el 2008 la indumentaria, volvió a mostrar únicamente el nombre de América con las doce estrellas (5 dentro del escudo que simbolizaban el pentacampeonato de los 80) y tras el título conseguido en el Finalización 2008, se agregó una estrella más en el escudo para completar las trece estrellas que actualmente posee el club, este nuevo escudo se utilizó hasta la temporada 2009.
En 2010 la empresa colombiana de artículos y textiles deportivos Saeta, firmó con el club como nuevo patrocinador y fabricante de la indumentaria del equipo, y entre sus innovaciones en los nuevos uniformes, se volvió a lucir el escudo clásico con el diablo, y con las trece estrellas de color blanco en la parte superior. Para el año 2011, el equipo firma con la multinacional miniatura. El escudo sigue teniendo el diseño clásico, pero abajo de este se agregaron las palabras "Nuevo América S. A.", haciendo referencia a la entidad que coadministró el equipo en aquel año.
En 2012 se remodeló el escudo, cambio del tipo de letra, un aspecto físico diferente del diablo y la inclusión de las 13 estrellas para el uso publicitario pero no en la indumentaria, son las principales novedades que presenta, el diablo es un poco más atlético, con respecto a los que se utilizaron en imágenes anteriores, el nuevo escudo se empleó desde la indumentaria 2013 fabricada por FSS además de un nuevo logo que incorpora la popular frase Pasión de un pueblo marca que América patentó como propia.
Para el año 2014 la marca Adidas empezó a fabricar la indumentaria del equipo, se siguió manejando el nuevo diseño del escudo, con el diablo más atlético y el cambio del diseño y tipo de letra, tanto en la ropa de presentación como en la de entrenamiento.
A partir del 2017 se presenta el escudo institucional sin estrellas, siguiendo la homologación internacional en la industria del fútbol profesional global. Los equipos solo muestran sus escudos sin hacer referencia gráfica a sus logros deportivos. América en su proceso de estabilización organizacional y sus nuevas visiones dentro del concierto global del deporte, asume estos patrones.
Durante el primer semestre de 2019 quitó el diablo del escudo.

Ediciones especiales del escudo del América de Cali
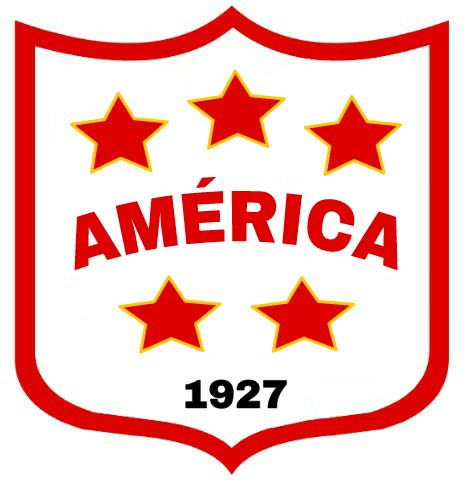
1979-1984 1986-1991 (Edición Especial Pentacampeonato)
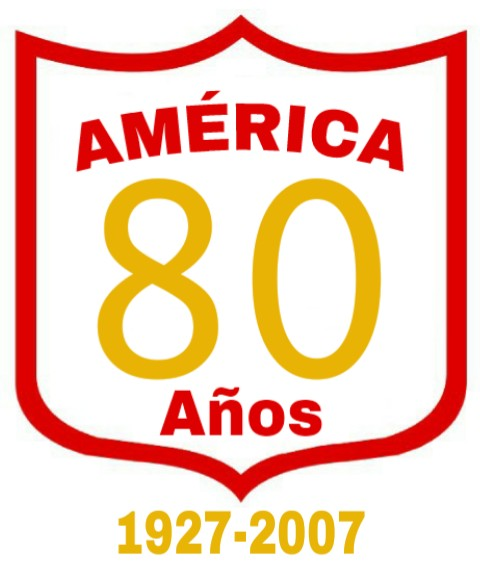
2007-2008 (Edición Especial 80º Aniversario)
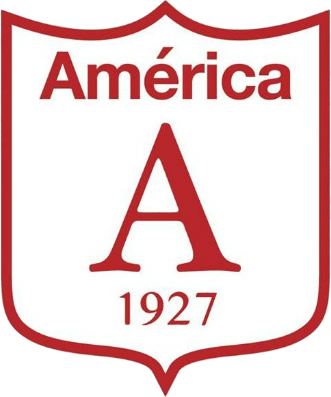
2019 (Edición Especial Retro 2019)

### Bandera

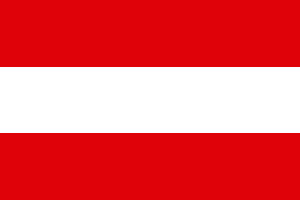
Bandera tradicional del América de Cali.

La bandera del América de Cali está compuesta por tres franjas horizontales, dos rojas y una blanca alternadas, siendo la superior y la inferior rojas. Estos dos colores son los que han identificado al club por más de 80 años y por el que han reconocido al equipo vallecaucano como los Diablos Rojos de Colombia o los Escarlatas que tienen hermandades con varios clubes como Independiente de Avellaneda de Argentina y el Manchester United inglés por ser apodados Los Diablos Rojos o Red Devils.[cita requerida]

### Mascota
La mascota del América de Cali es un diablo rojo, el cual ha identificado al club toda su vida, esto se debe a cuando los distintos periodistas deportivos comentaban que los jugadores de la institución en los años 30 parecían unos diablitos corriendo, lo que hizo que el club tomará al diablo como el emblema que los representara.[cita requerida]

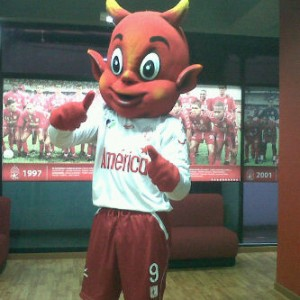
Mascota oficial del América de Cali
Mascota del América de Cali

### Himno
Muchas canciones han representado al América a lo largo de los años, oficialmente se conocen dos himnos, el primero, creado en 2008 con el título "Eso es América", representó al club hasta el 10 de diciembre de 2016, día en el que se conoce el nuevo himno del cuadro Escarlata, conmemorando también el ascenso a primera categoría, después de estar cinco años en segunda división. El autor de la letra estuvo a cargo del compositor vallecaucano Carlos Manzano y la música del también artista vallecaucano Edward CG y su Orquesta quien también es fanático del club.
| Estribillo del himno del América de Cali |
| |
| «Energía que se siente, gran pasión de un pueblo, llama incandescente que jamás se puede apagar. Rojo que estremece, todo un continente, grito de victoria que no se puede callar.» |
| |

- Himno Oficial del América de Cali
- Himno conmemorativo del Club

## Uniforme
Desde sus inicios el América de Cali adoptó diversos colores para su uniforme antes de dejar el color rojo definitivo, el primer equipo usó los colores blanco y azul, posteriormente se usaron el rojo y el azul, cuando pasó a llamarse América se definió como primer uniforme la camiseta roja y pantaloneta blanca y como segundo la camiseta blanca con pantaloneta roja, este uniforme se utilizó desde 1927 hasta 1931.
Desde 1931 se conserva el color rojo tanto para la camiseta como para pantaloneta y medias, el uniforme alternativo se definió como Blanco totalmente pero en ocasiones usando la pantaloneta roja, durante algunas torneos de los años 40 y 50 se utilizaron algunos modelos conmemorativos en el uniforme alternativo, entre ellos uno similar al uniforme alternativo de la selección Valle, camisa blanca con una banda roja descendente de izquierda a derecha y pantaloneta roja. A partir de 1992 se oficializó el uniforme visitante completamente blanco.
En mayo de 2006 el América se constituyó en el primer equipo del torneo colombiano en inscribir una tercera indumentaria de competición: se trataba de un uniforme de color negro que desde entonces se usa como segunda alternativa.
| 1927 | (Ver evolución) | 2024-II |

## Estadio
América juega como local en el Estadio Olímpico Pascual Guerrero de la ciudad de Cali desde el inicio del profesionalismo en 1948, sin embargo y debido a las muchas reformas que ha sufrido el escenario a lo largo de su historia, "los diablos rojos" han tenido que jugar en otras canchas especialmente en el Estadio Francisco Rivera Escobar de Palmira donde fue local en 1954, cuando reapareció en el campeonato, posteriormente por pocas fechas en las temporadas 1961, 1972, 1989, 1992 y 2021 mientras que en las campañas de 2000 y durante el Apertura 2011 debido a las remodelaciones en el Olímpico Pascual Guerrero fue local permanente.
Para la Copa Libertadores del año 2000 "Los Escarlatas" tuvieron que jugar sus partidos de local en el Estadio Nemesio Camacho El Campín de la ciudad de Bogotá, otras sedes que ha utilizado América a lo largo de su historia para jugar de local han sido el Estadio Santa Ana de Cartago, el Doce de Octubre de Tuluá y el Azcárate Martínez de Buga estos últimos en la temporada 2010; en 2015 por nuevas adecuaciones del Pascual Guerrero para el Mundial Juvenil de Atletismo América hará de local en Buga y el Estadio Metropolitano de Techo de Bogotá.
En 2021 nuevamente se traslada del Pascual Guerrero debido a la construcción, por parte del departamento del Valle del Cauca (propietaria del escenario), de 44 palcos tipo oficina en la Tribuna Oriental, con motivo de los primeros Juegos Panamericanos Juveniles a realizarsen en la ciudad de Cali. Durante ese año disputó sus partidos de local, tanto en la liga doméstica como en la Copa Libertadores y Copa Sudamericana, en el Estadio Hernán Ramírez Villegas de la ciudad de Pereira.
| Periodo     | Estadio                         | Ciudad        |
| ----------- | ------------------------------- | ------------- |
| 1927 - 1937 | Estadio Galilea                 | Cali          |
| 1937 - 1952 | Estadio Pascual Guerrero        | Cali          |
| 1954        | Estadio Rivera Escobar          | Palmira       |
| 1955 - 1960 | Estadio Pascual Guerrero        | Cali          |
| 1961        | Estadio Rivera Escobar          | Palmira       |
| 1961 - 1971 | Estadio Pascual Guerrero        | Cali          |
| 1972        | Estadio Rivera Escobar          | Palmira       |
| 1972-1991   | Estadio Pascual Guerrero        | Cali          |
| CL 1991     | Estadio Orange Bowl             | Miami         |
| CL 1991     | Polideportivo de Pueblo Nuevo   | San Cristóbal |
| CL 1991     | Estadio Rose Bowl               | Los Ángeles   |
| 1992        | Estadio Rivera Escobar          | Palmira       |
| 1992 - 1999 | Estadio Pascual Guerrero        | Cali          |
| 2000        | Estadio Rivera Escobar          | Palmira       |
| CL 2000     | Estadio El Campín               | Bogotá D. C.  |
| 2001 - 2010 | Estadio Pascual Guerrero        | Cali          |
| Ap 2010     | Estadio Azcárate Martínez       | Buga          |
| CC 2010     | Estadio Guachicona              | Yumbo         |
| CC 2010     | Sede de Cascajal                | Jamundí       |
| Fn 2010     | Estadio Luis Antonio Duque Peña | Girardot      |
| Fn 2010     | Estadio Doce de Octubre         | Tuluá         |
| Fn 2010     | Estadio Santa Ana               | Cartago       |
| Ap 2011     | Estadio Rivera Escobar          | Palmira       |
| CC 2011     | Estadio Cacique Jamundí         | Jamundí       |
| 2011 - 2014 | Estadio Pascual Guerrero        | Cali          |
| 2015        | Estadio Azcárate Martínez       | Buga          |
| 2015        | Estadio Metropolitano de Techo  | Bogotá D. C.  |
| 2015        | Estadio Doce de Octubre         | Tuluá         |
| 2015 - 2021 | Estadio Pascual Guerrero        | Cali          |
| Ap 2021     | Estadio Rivera Escobar          | Palmira       |
| Fn 2021     | Estadio Romelio Martínez        | Barranquilla  |

## Jugadores

### Plantilla 2025-II
- Los equipos colombianos están limitados a tener en la plantilla un máximo de cuatro jugadores extranjeros. La lista incluye sólo la principal nacionalidad o nacionalidad deportiva de cada jugador.
- Desde la temporada 2022, la Dimayor autorizó la inscripción de treinta y cinco (35) jugadores a los clubes que tienen competencia internacional,[293] de los cuales cinco (5) deben ser categoría Sub-23.[294]
- Los jugadores de categoría sub-20 no son tenidos en cuenta en el conteo de los 35 inscritos ante Dimayor.

### Altas y bajas 2025-II
| Altas                  | Altas          | Altas                    | Altas          | Altas |
| Jugador                | Posición       | Procedencia              | Tipo           |       |
| ---------------------- | -------------- | ------------------------ | -------------- | ----- |
| Diego Gabriel Raimondi | Entrenador     | Bandera de ?             | Libre.         |       |
| Manuel Caicedo         | Defensa        | Internacional de Palmira | Cesión.        |       |
| Brayan Correa          | Defensa        | Orsomarso SC             | Fin de cesión. |       |
| Kéner González         | Centrocampista | Internacional de Palmira | Cesión.        |       |
| Josen Escobar          | Centrocampista | Al-Ettifaq               | Fin de cesión. |       |
| Jhon Murillo           | Centrocampista | Atlético San Luis        | Libre.         |       |
| Dylan Borrero          | Centrocampista | Fortaleza                | Traspaso.      |       |
| Jhon Tilman Palacios   | Delantero      | Cúcuta Deportivo         | Fin de cesión. |       |

| Bajas                  | Bajas          | Bajas        | Bajas            | Bajas |
| Jugador                | Posición       | Destino      | Tipo             |       |
| ---------------------- | -------------- | ------------ | ---------------- | ----- |
| Jorge da Silva         | Entrenador     | Bandera de ? | Fin de contrato. |       |
| Brayan Medina          | Defensa        | CD Tondela   | Traspaso.        |       |
| Esneyder Mena          | Centrocampista | DIM          | Traspaso.        |       |
| Juan Fernando Quintero | Centrocampista | River Plate  | Traspaso.        |       |
| Duván Vergara          | Delantero      | Racing Club  | Traspaso.        |       |
| Pipe Gómez             | Delantero      | Once Caldas  | Fin de cesión.   |       |
| Joider Micolta         | Delantero      | La Equidad   | Cesión.          |       |

### Jugadores cedidos
Jugadores que son propiedad del equipo y son prestados para actuar con otro conjunto, algunos con opción de compra.
| Cedidos          | Cedidos        | Cedidos      | Cedidos           |
| Jugador          | Posición       | Cedido a     | Hasta             |
| ---------------- | -------------- | ------------ | ----------------- |
| Joider Micolta   | Centrocampista | La Equidad   | Junio de 2026     |
| Juan Pablo Muñoz | Delantero      | Bandera de ? | Diciembre de 2025 |

### Jugadores en selecciones nacionales
Nota: en negrita jugadores parte de la última convocatoria en la correspondiente categoría.
| País      | Categoría | Jugador(es)                                                              |
| --------- | --------- | ------------------------------------------------------------------------ |
| Colombia  | Absoluta  | Rafael Carrascal, Éder Álvarez Balanta, Yerson Candelo, Daniel Bocanegra |
| Venezuela | Absoluta  | Joel Graterol, Jhon Murillo                                              |
| Perú      | Absoluta  | Luis Ramos                                                               |
| Malasia   | Absoluta  | Rodrigo Holgado                                                          |

### Aporte a Selecciones Nacionales
Son muchos los jugadores del América que a lo largo de la historia han sido seleccionados para representar a Colombia en algún evento internacional. En Campeonatos Sudamericanos y Mundiales de Fútbol en diversas categorías.

#### Copa Mundial de Fútbol
| N.º  | Jugador            | Selección | Mundial             | Resultado        |
| ---- | ------------------ | --------- | ------------------- | ---------------- |
| 1.º  | Jaime González     | Colombia  | Chile 1962          | Primera ronda    |
| 2.º  | Rolando Serrano    | Colombia  | Chile 1962          | Primera ronda    |
| 3.º  | Marcos Coll        | Colombia  | Chile 1962          | Primera ronda    |
| 4.º  | Luis Carlos Paz    | Colombia  | Chile 1962          | Primera ronda    |
| 5.º  | Roberto Cabañas    | Paraguay  | México 86           | Octavos de final |
| 6.º  | Wilmer Cabrera     | Colombia  | Italia 1990         | Octavos de final |
| 7.º  | Freddy Rincón      | Colombia  | Italia 1990         | Octavos de final |
| 8.º  | Niche Guerrero     | Colombia  | Italia 1990         | Octavos de final |
| 9.º  | Óscar Córdoba      | Colombia  | Estados Unidos 1994 | Primera Fase     |
| 10.º | Wilson Pérez       | Colombia  | Estados Unidos 1994 | Primera Fase     |
| 11.º | Leonel Álvarez     | Colombia  | Estados Unidos 1994 | Primera Fase     |
| 12.º | Freddy Rincón      | Colombia  | Estados Unidos 1994 | Primera Fase     |
| 13.º | John Harold Lozano | Colombia  | Estados Unidos 1994 | Primera Fase     |
| 14.º | Antony de Ávila    | Colombia  | Estados Unidos 1994 | Primera Fase     |

#### Juegos Olímpicos
| N.º | Jugador          | Selección | Mundial        | Resultado    |
| --- | ---------------- | --------- | -------------- | ------------ |
| 1.º | Pedro Nel Ospina | Colombia  | México 1968    | Primera Fase |
| 2.º | Norman Ortiz     | Colombia  | México 1968    | Primera Fase |
| 3.º | Gabriel Berdugo  | Colombia  | México 1968    | Primera Fase |
| 4.º | Orlando Rivas    | Colombia  | Múnich 1972    | Primera Fase |
| 5.º | Gilberto García  | Colombia  | Moscú 1980     | Primera Fase |
| 6.º | Jorge Bermúdez   | Colombia  | Barcelona 1992 | Primera Fase |
| 7.º | Harold Lozano    | Colombia  | Barcelona 1992 | Primera Fase |

#### Mundial Sub-20
| N.º  | Jugador                | Selección | Mundial            | Resultado        |
| ---- | ---------------------- | --------- | ------------------ | ---------------- |
| 1.º  | Jairo Ampudia          | Colombia  | URSS 1985          | Cuartos de final |
| 2.º  | José Hurtado           | Colombia  | URSS 1985          | Cuartos de final |
| 3.º  | John Castaño           | Colombia  | URSS 1985          | Cuartos de final |
| 4.º  | John Jiménez           | Colombia  | Chile 1987         | Primera Fase     |
| 5.º  | José Torres Cadena     | Colombia  | Arabia 1989        | Cuartos de final |
| 6.º  | Ómar Cañas             | Colombia  | Arabia 1989        | Cuartos de final |
| 7.º  | James Angulo           | Colombia  | Australia 93       | Primera Fase     |
| 8.º  | Arley Dinas            | Colombia  | Australia 93       | Primera Fase     |
| 9.º  | Carlos Montoya         | Colombia  | Australia 93       | Primera Fase     |
| 10.º | Leonardo Fabio Moreno  | Colombia  | Australia 93       | Primera Fase     |
| 11.º | Jersson González       | Colombia  | Australia 93       | Primera Fase     |
| 12.º | Diego Álvarez          | Colombia  | Australia 93       | Primera Fase     |
| 13.º | Víctor Mafla           | Colombia  | Australia 93       | Primera Fase     |
| 14.º | Diego Correa           | Colombia  | Australia 93       | Primera Fase     |
| 15.º | Andrés Felipe González | Colombia  | Emiratos Árabes 03 | Tercer Puesto    |
| 16.º | Harrison Otálvaro      | Colombia  | Emiratos Árabes 03 | Tercer Puesto    |
| 17.º | Harrison Otálvaro      | Colombia  | Países Bajos 05    | Octavos de final |
| 18.º | Edwin Valencia         | Colombia  | Países Bajos 05    | Octavos de final |
| 19.º | Duván Zapata           | Colombia  | Colombia 11        | Cuartos de final |
| 20.º | Jeison Lucumí          | Colombia  | Nueva Zelanda 15   | Octavos de final |
| 21.º | Gustavo Carvajal       | Colombia  | Polonia 19         | Cuartos de final |

#### Mundial Sub-17
| N.º | Jugador             | Selección | Mundial            | Resultado        |
| --- | ------------------- | --------- | ------------------ | ---------------- |
| 1.º | Jaime Granados      | Colombia  | Japón 93           | Primera Fase     |
| 2.º | Pablo Armero        | Colombia  | Finlandia 2003     | Cuarto Lugar     |
| 3.º | Harrison Otálvaro   | Colombia  | Finlandia 2003     | Cuarto Lugar     |
| 4.º | Adrián Ramos        | Colombia  | Finlandia 2003     | Cuarto Lugar     |
| 5.º | Cristian Nazarith   | Colombia  | Corea del Sur 2007 | Octavos de final |
| 6.º | John Stiven Mendoza | Colombia  | Nigeria 2009       | Cuarto Lugar     |

#### Copa América
| N.º  | Jugador                  | Selección | Copa            | Resultado        |
| ---- | ------------------------ | --------- | --------------- | ---------------- |
| 1.º  | Saulo Flores             | Colombia  | Ecuador 47      | 8º               |
| 2.º  | Edgar Mallarino          | Colombia  | Ecuador 47      | 8º               |
| 3.º  | Faustino Abadía          | Colombia  | Perú 57         | 5º               |
| 4.º  | Julio Aragón             | Colombia  | Perú 57         | 5º               |
| 5.º  | Rodolfo 'Tabaco' Escobar | Colombia  | Perú 57         | 5º               |
| 6.º  | Guillermo Mendoza        | Colombia  | Perú 57         | 5º               |
| 7.º  | Israel Sánchez           | Colombia  | Perú 57         | 5º               |
| 8.º  | Roaldo Viafara           | Colombia  | Perú 57         | 5º               |
| 9.º  | Marcos Coll              | Colombia  | Bolivia 63      | 7º               |
| 10.º | Jaime González           | Colombia  | Bolivia 63      | 7º               |
| 11.º | Rolando Serrano          | Colombia  | Bolivia 63      | 7º               |
| 12.º | Gabriel Chaparro         | Colombia  | Copa América 79 | Primera Fase     |
| 13.º | Víctor Lugo              | Colombia  | Copa América 79 | Primera Fase     |
| 14.º | Álvaro Muñoz Castro      | Colombia  | Copa América 79 | Primera Fase     |
| 15.º | Luis Eduardo Reyes       | Colombia  | Copa América 79 | Primera Fase     |
| 16.º | Juan Caicedo             | Colombia  | Copa América 83 | Primera Fase     |
| 17.º | Antony de Ávila          | Colombia  | Copa América 83 | Primera Fase     |
| 18.º | Víctor Espinosa          | Colombia  | Copa América 83 | Primera Fase     |
| 19.º | Willington Ortiz         | Colombia  | Copa América 83 | Primera Fase     |
| 20.º | Antony de Ávila          | Colombia  | Argentina 87    | Tercer lugar     |
| 21.º | Alexander Escobar        | Colombia  | Argentina 87    | Tercer lugar     |
| 22.º | Willington Ortiz         | Colombia  | Argentina 87    | Tercer lugar     |
| 23.º | Antony de Ávila          | Colombia  | Brasil 89       | Primera Fase     |
| 24.º | Sergio Angulo            | Colombia  | Brasil 89       | Primera Fase     |
| 25.º | Eduardo Pimentel         | Colombia  | Chile 91        | Cuarto lugar     |
| 26.º | Antony de Ávila          | Colombia  | Chile 91        | Cuarto lugar     |
| 27.º | Wilmer Cabrera           | Colombia  | Chile 91        | Cuarto lugar     |
| 28.º | Albeiro Usuriaga†        | Colombia  | Chile 91        | Cuarto lugar     |
| 29.º | Eduardo Niño             | Colombia  | Chile 91        | Cuarto lugar     |
| 30.º | Freddy Rincón            | Colombia  | Chile 91        | Cuarto lugar     |
| 31.º | Orlando Maturana         | Colombia  | Ecuador 93      | Tercer lugar     |
| 32.º | Leonel Álvarez           | Colombia  | Ecuador 93      | Tercer lugar     |
| 33.º | John Harold Lozano       | Colombia  | Ecuador 93      | Tercer lugar     |
| 34.º | Wilson Pérez             | Colombia  | Ecuador 93      | Tercer lugar     |
| 35.º | Freddy Rincón            | Colombia  | Ecuador 93      | Tercer lugar     |
| 36.º | Óscar Córdoba            | Colombia  | Uruguay 95      | Tercer lugar     |
| 37.º | James Cardona            | Colombia  | Uruguay 95      | Tercer lugar     |
| 38.º | Leonel Álvarez           | Colombia  | Uruguay 95      | Tercer lugar     |
| 39.º | Wilmer Cabrera           | Colombia  | Uruguay 95      | Tercer lugar     |
| 40.º | Jorge Bermúdez           | Colombia  | Uruguay 95      | Tercer lugar     |
| 41.º | Carlos Asprilla          | Colombia  | Bolivia 97      | Cuartos de final |
| 42.º | John Wilmar Pérez        | Colombia  | Bolivia 97      | Cuartos de final |
| 43.º | Wilmer Cabrera           | Colombia  | Bolivia 97      | Cuartos de final |
| 44.º | Jersson González         | Colombia  | Paraguay 99     | Cuartos de final |
| 45.º | Jersson González         | Colombia  | Colombia 2001   | Campeón          |
| 46.º | Fabián Vargas            | Colombia  | Colombia 2001   | Campeón          |
| 47.º | David Ferreira           | Colombia  | Colombia 2001   | Campeón          |
| 48.º | Andrés González          | Colombia  | Perú 2004       | Cuarto lugar     |
| 49.º | David Ferreira           | Colombia  | Perú 2004       | Cuarto lugar     |
| 50.º | Sergio Herrera           | Colombia  | Perú 2004       | Cuarto lugar     |
| 51.º | Jorge Banguero           | Colombia  | Venezuela 2007  | Primera Fase     |
| 52.º | Fernando Aristeguieta    | Venezuela | Brasil 2019     | Cuartos de final |

### Goleadores históricos
- Actualizado el 18 de agosto de 2024.[300] Sumando goles internacionales.

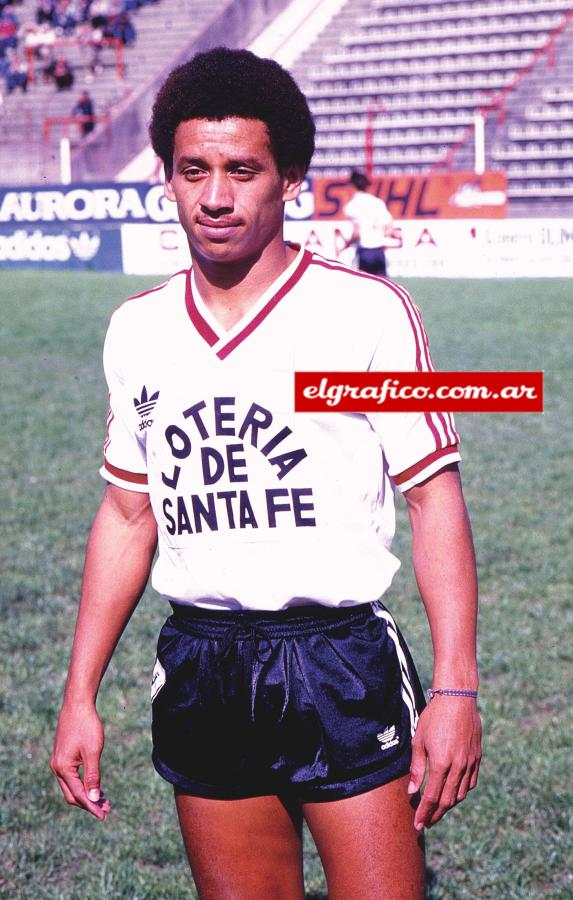
Antony de Ávila, máximo goleador del América de Cali.

| Pos. | Jugador                  | Goles Colombia | Goles Internacionales | Total Goles |
| ---- | ------------------------ | -------------- | --------------------- | ----------- |
| 1°   | Antony de Ávila          | 179            | 29                    | 208         |
| 2°   | Jorge Ramón Cáceres †    | 137            | 0                     | 137         |
| 3°   | Juan Manuel Battaglia    | 93             | 17                    | 110         |
| 4°   | Adrián Ramos             | 97             | 8                     | 105         |
| 5°   | Leonardo Fabio Moreno    | 82             | 16                    | 98          |
| 6°   | Jairo Castillo           | 81             | 10                    | 91          |
| 7°   | Armando Torres           | 90             | 0                     | 90          |
| 8°   | Alexander Escobar        | 73             | 15                    | 88          |
| 9°   | Orlando Maturana         | 74             | 5                     | 79          |
| 10°  | Ricardo Gareca           | 57             | 21                    | 78          |
| 11°  | Jorge da Silva           | 65             | 12                    | 77          |
| 12°  | Camilo Rodolfo Cervino † | 65             | 0                     | 65          |
| 13°  | Julián Vásquez           | 48             | 14                    | 62          |
| 14°  | Víctor Lugo              | 59             | 2                     | 61          |
| 15°  | Willington Ortiz         | 50             | 11                    | 61          |
| 16°  | Julio Aragón †           | 60             | 0                     | 60          |
| 17°  | Sergio Angulo            | 48             | 7                     | 55          |
| 18°  | Freddy Rincón †          | 47             | 7                     | 54          |
| 19°  | Julio San Lorenzo †      | 53             | 0                     | 53          |
| 20°  | Julián Téllez            | 45             | 8                     | 53          |

### Más partidos disputados
- Actualizado el 13 de septiembre de 2009.[245]

| N.º | Nombre                  | Partidos |
| --- | ----------------------- | -------- |
| 1°  | Alex Escobar            | 505      |
| 2°  | Antony de Ávila         | 492      |
| 3°  | Luis Eduardo Reyes      | 396      |
| 4°  | Gilberto Cuero          | 389      |
| 5°  | Julio César Falcioni    | 376      |
| 6°  | Hugo Valencia           | 357      |
| 7°  | Juan Manuel Battaglia   | 353      |
| 8°  | Jersson Gonzalez        | 346      |
| 9°  | Gabriel Chaparro        | 340      |
| 10° | Víctor Lugo             | 325      |
| 11. | Gerardo González Aquino | 312      |
| 12° | Foad Maziri             | 312      |

## Entrenadores

### Cuerpo técnico 2025-II
| Cargo                            | Nacionalidad | Nombre                                  |
| -------------------------------- | ------------ | --------------------------------------- |
| Entrenador                       |              | Diego Gabriel Raimondi                  |
| Entrenador adjunto               |              | Juan Carlos Andrés Andrés Rub           |
| Asistente de campo               |              | Alex Escobar                            |
| Preparador físico                |              | Alejandro Javier Blasco Marbin Sandoval |
| Preparador de arqueros           |              | Ricardo Ribeiro                         |
| Gerente deportivo                |              | Iván Vélez                              |
| Fisioterapeuta                   |              | Jaime Perdomo Jorge González            |
| Kinesiólogo                      |              | Luis Sinisterra Wilder Muriel           |
| Utilero                          |              | Rodrigo Mesú Willington Lucumí          |
| Médico                           |              | Carlos Muñóz                            |
| Readaptador físico               |              | Mirtha Brock                            |
| Nutricionista                    |              | Miguel Álzate                           |
| Gestor deportivo y de desarrollo |              | Daniel Pabón                            |
| Videoanalista deportivo          |              | Sebastián Henao                         |

### Listado histórico de entrenadores
| Donald Ross                | 1947               |
| Fernando Paternoster       | 1948               |
| Emilio Reuben              | 1949               |
| Julio Tocker               | 1950               |
| Adelfo Magallanes          | 1951               |
| Julio Tocker               | 1952               |
| Ricardo Ruiz               | 1954               |
| Edgar Mallarino            | 1955-59            |
| Alejandro Genes            | 1959               |
| Adolfo Pedernera           | 1960-61            |
| Manuel Sanguinetti         | 1961               |
| Porfirio Rolón             | 1961-62            |
| Miguel Ortega              | 1962-63            |
| Francisco Pacheco          | 1963               |
| Porfirio Rolón             | 1963-64            |
| Francisco Solano           | 1964               |
| Porfirio Rolón             | 1965 (I)           |
| Juan Eulogio Urriolabeitía | 1965               |
| José María Minella         | 1966               |
| Carlos Tulio Obonaga       | 1966               |
| Porfirio Rolón             | 1967 (I)           |
| Julio Tocker               | 1967               |
| Porfirio Rolón             | 1968 (I)           |
| Angel Perucca              | 1968-70            |
| Guillermo Reynoso          | 1970-71            |
| Edgar Barona               | 1972               |
| Jorge Ruiz                 | 1972-73            |
| Vilic Simo                 | 1973-75            |
| Pedro Nel Ospina           | 1975 (I)           |
| Antonio da Corso           | 1976               |
| Julio Tocker               | 1976               |
| Adolfo Pedernera           | 1977               |
| Pedro Nel Ospina           | 1977               |
| Víctor Pignanelli          | 1978               |
| Gabriel Ochoa Uribe        | 1979-88            |
| Humberto Ortiz             | 1988               |
| Gabriel Ochoa Uribe        | 1988-91            |
| Diego Edison Umaña         | 1992               |
| Francisco Maturana         | 1992-94            |
| Diego Edison Umaña         | 1993 (I)           |
| Hugo Gallego               | 1994               |
| Pedro Sarmiento            | 1994 (I)           |
| Diego Edison Umaña         | 1994-96            |
| Luis Augusto García        | 1996-97            |
| Diego Edison Umaña         | 1998               |
| Jaime de la Pava           | 1998-02            |
| José Alberto Suárez        | 2002 (I)           |
| Fernando Castro            | 2002-03            |
| José Alberto Suárez        | 2004-05            |
| Ricardo Gareca             | 2005               |
| Otoniel Quintana           | 2005 (I)           |
| Luis Augusto García        | 2005               |
| Hernán Darío Herrera       | 2006               |
| Bernardo Redín             | 2006               |
| Gerardo González Aquino    | 2006-07            |
| Roberto Cabañas            | 2007               |
| Álex Escobar               | 2007 (I)           |
| Diego Edison Umaña         | 2007-09            |
| Juan Carlos Grueso         | 2010               |
| Jorge Bermúdez             | 2010               |
| Álvaro Aponte              | 2010-11            |
| Wilson Piedrahíta          | 2011               |
| Eduardo Lara               | 2012               |
| Diego Edison Umaña         | 2013               |
| Jhon Jairo López           | 2014               |
| Salvador Suay              | 2014 (I)           |
| Luis Augusto García        | 2014-15            |
| Fernando Velasco           | 2015               |
| José Alberto Suárez        | 2015-16            |
| Hernán Torres              | 2016-17            |
| Jorge da Silva             | 2017-18            |
| Pedro Felício Santos       | 2018               |
| Carlos Fernando Asprilla   | 2018 (I)           |
| Jersson González           | 2018 (I)           |
| Fernando Castro            | 2018-19            |
| Jersson González           | 2019 (I)           |
| Alexandre Guimarães        | 2019-20            |
| Juan Cruz Real             | 2020-21            |
| Juan Carlos Osorio         | 2021-22            |
| Alexandre Guimarães        | 2022-23            |
| Lucas González Vélez       | 2023 (II)          |
| César Farías               | 2024 (I)           |
| Jorge da Silva             | 2024 (II)-2025 (I) |
| Diego Gabriel Raimondi     | 2025 (II)-act.     |

## Presidentes
Desde su fundación el club ha tenido 31 presidentes, 10 presidentes en la era aficionada del equipo, desde 1927 hasta 1947 y 21 presidentes en la era profesional, desde 1948 hasta la actualidad; además de una comisión conformada por el director técnico y los jugadores.     
El primer presidente que tuvo América de Cali luego de su fundación fue Hernán Zamorano Isaacs. Según Hernán "corrían los finales del año 1926 cuando con mis dos amigos Serafín Fernández y Álvaro Cruz decidimos crear un "team". Serafín era el único que tenía acceso a dinero en efectivo puesto que manejaba la caja de la sedería de su padre y con las monedas que lograba "recolectar" comprábamos una vez cada quince días una publicación deportiva argentina llamada "El Gráfico". En una de esas revistas contaba las hazañas de un equipo llamado Racing Club entonces con Serafín y Álvaro decidimos comprar una pelota y comenzamos a jugar en un campo del Cementerio Central bajo el nombre de Racing. Las camisetas, obviamente confeccionadas con telas cedidas por Serafín, eran blancas con bastones celestes tal cual las de aquel equipo argentino". El 16 de febrero de 1948, Humberto Salcedo Fernández "Salcefer" y el doctor Manuel Correa Valencia, constituyen al América en el primer campeonato de fútbol profesional del país. "Salcefer" recibe el nombramiento como primer presidente en la era profesional del equipo y posteriormente se convertiría en el primero de la Dimayor.
El equipo empezó una odisea de tiempos difíciles cuando fue incluido en la Lista Clinton en 1996 bajo el mandato de Carlos Puente González. En 2011, América sufre otro grave acontecimiento al caer en segunda división, época donde Carlos H. Andrade se convierte en nuevo presidente de la institución, tras malas campañas de las directivas anteriores; no fue sino hasta el año 2013, cuando Oreste Sangiovanni toma las riendas del equipo en su intento por no desaparecer y tras 4 años de gestiones fallidas encaminadas a la reestructuración para el posterior saneamiento, se creó la nueva organización América S. A.  
Desde el 10 de mayo de 2016, Tulio Gómez se convirtió en el nuevo presidente y máximo accionista del América de Cali con un 53 por ciento de las acciones, luego de que quedara concluida la era de Oreste Sangiovanni. Bajo su mandato, el 27 de noviembre de 2016 Gómez se convirtió en uno de los hombres artífices en el ascenso del América de Cali a la máxima categoría del fútbol colombiano, tras 5 años de permanecer en la B.
El 16 de mayo de 2018, Tulio Gómez anunció su retiro como presidente de la institución después de malas gestiones y una irregular campaña en el Torneo Apertura 2018, aunque declaró que continuaría siendo propietario del equipo.
El 30 de mayo de 2018 fue anunciado Ricardo Pérez como nuevo presidente ejecutivo del América. El "Gato" Pérez volvería al conjunto escarlata, después de actuar como jugador entre los años 1994-1996 y 1998. Luego de un año de presidir como presidente del conjunto escarlata y de alcanzar la estrella 14 en su gestión, Ricardo Pérez dijo adiós a la presidencia del equipo vallecaucano el 16 de diciembre de 2019 obedeciendo a "motivos personales".
El 18 de diciembre de 2019, el exjugador caleño Mauricio Romero, asumió la presidencia luego de la salida de Ricardo Pérez. Romero estuvo vinculado al América de Cali como jugador, en dónde logró alcanzar el campeonato colombiano de 2000, 2001 y el torneo apertura de 2002, además de la Copa Merconorte 1999. Ejerció como presidente hasta el 4 de enero de 2024 tras cuatro años de servicio.
Actualmente, la presidenta es Marcela Gómez, hija del máximo accionista del América de Cali, Tulio Gómez, quién fue designada en reemplazo de Mauricio Romero el 4 de enero de 2024, anteriormente ocupaba el cargo de vicepresidenta del club y presidenta del equipo femenino del América.

## Área social

### Barón Rojo Sur
Para contar la historia de la barra brava Barón Rojo Tribuna Popular Sur, hay que remontarse a diciembre de 1991, cuando nacía "La Furia Roja", una barra formada en su mayoría por adultos de barrios populares, caracterizada por sus viajes a lo largo y ancho del país siguiendo al América, llegando una vez a llevar cuatro buses hasta el estadio Metropolitano de Barranquilla. En el año 94, la barra se fragmenta y un grupo de jóvenes decidió regresar a los orígenes de la auténtica barra popular, la que se merecía un equipo conocido a nivel nacional como "La Pasión de un Pueblo" y que desde su nacimiento había estado ligado a la entrada de los barrios populares de Cali.
Este grupo se instaló primero en la tribuna popular norte y finalmente, como lo hace hoy en día, en la sur del estadio Pascual Guerrero.
La barra se fundó oficialmente el 21 de diciembre de 1997. Esa tarde, mientras un pequeño grupo de 40 fanáticos, en la tribuna Norte, dominados por la euforia, bailaban y saltaban alrededor de dos trapos que se consumían por el fuego; los otros 40.749 fanáticos, entre lágrimas y abrazos, celebraban el triunfo del equipo de Luis ‘Chiqui’ García, que le daba a la "mechita" su estrella #9, en el Pascual.
Lo que se quemaba en aquel momento, eran las banderas de "La Torcida" y "La Mecha", trapos que pasaron a la historia para dejar como único sobreviviente el de "Barón Rojo", nombre del famoso grupo de rock español, que a su vez se tomó también del mejor piloto de guerra de la historia mundial "El Barón Rojo".
“Lleguen, lleguen (al estadio)”, ese fue el único requisito que los fundadores, Harold "El Muerto", los hermanos Caicedo (Trauma y Cheo), los hermanos Vahos (Ruso y Escupa), entre otros, le pidieron a hinchas como Felipe Garcés, entonces un estudiante de la Universidad del Valle, que atraído por los cantos y su pasión americana, pasó a integrar la barra desde el 99.
“Esto se va a formar, vamos a crecer, esto es un ejército, aquí nació la nueva raza del hincha”. Con esta frase Alexandro Vahos "Ruso", recibía a los fanáticos. Para crecer como barra se aplicó el modelo de las iglesias cristianas “cada uno gane uno”. Sin importar que les tocara o no pagar esa otra entrada, al domingo siguiente, ya no fueron 20 sino 40, luego pasaron a 80 y así a 160.
La característica principal de la barra fueron las banderas. Era requisito llevar una bandera grande, llamativa y diferente. “Cada uno ondeaba su bandera, se montaban coreografías y al unísono la barra cantaba. Se causó gran impacto en el resto de hinchas que asistían al estadio por el colorido, los cantos, la emotividad, por la diferencia”.
Los numerosos actos de violencia, los accidentes frecuentes, los cantos basados en canciones famosas del rock hispanoamericano, los triunfos constantes del América y la simpatía evidente por parte de los jugadores, atrajeron a una cantidad inmensa de jóvenes y niños.
Para el año 98, la barra ya era dueña de todo el primer piso de la tribuna sur y su fiesta de papel picado, humo rojo, pólvora, caras pintadas y trapos en el alambrado convertían al Pascual y en muchas ocasiones a otros estadios, en una verdadera caldera roja. Al tiempo que la barra se caracterizaba por su fidelidad y aliento constante hacia el cuadro rojo del Valle, los hechos lamentables relacionados con ella eran noticia en todo el país.
Se recuerda los destrozos en el metro de Medellín, el rompimiento de la baranda del segundo piso de oriental del Pascual con numerosos heridos, la caída del alambrado en la tribuna oriental del Campín y del Murillo Toro en Ibagué, la "famosa" batalla campal con la policía de Cali, que deja como resultado cientos de detenidos y algunos policías auxiliares heridos, los ataques a instalaciones de clubes rivales y las constantes grescas con las hinchadas que visitaban la ciudad.
De esta manera se acrecentaba su reputación y atraería cada día más hinchas americanos en toda Colombia.

### Disturbio Rojo
Para hablar del nacimiento de la barra brava Disturbio Rojo Bogotá, hay que remontarse al año 1994, cuando doce jóvenes capitalinos al ver el gran número de hinchas escarlatas en Bogotá, con las ganas y la pasión que se sentía hacia el equipo, nace la idea de conformar una barra organizada, con gran número de integrantes que cantara y saltara los 90 minutos, y que viajara donde fuera para ver al equipo; esta idea dio su comienzo en el año de 1997, la barra contaba con más de 100 integrantes, y empezaron a organizar diversas reuniones, con el fin de comprar implementos como el frente, los bombos, tiras y demás.
El 10 de mayo de este mismo año, la barra organiza su primer viaje oficial, el destino fue Ibagué, se desplazaron alrededor de 200 hinchas Americanos desde Bogotá; así se empezó a escribir una gran historia por las carreteras y estadios del país. Cada que América jugaba, había una mancha roja en cada estadio, que brincaba y saltaba todo el partido, ganara o perdiera la hinchada estaba ahí. Se empezó a carnetizar a los integrantes, se destinó un grupo central llamado "cúpula", que tenía la labor de dirigir y organizar a la gente para el buen funcionamiento de la barra.
La fiesta y la pasión que desfogaba el América y la barra en las canchas Colombianas fue tanta que se empezaron a unir "filiales", fue así como nació el "DR Bucaramanga", con más de 300 hinchas oficialmente carnetizados, y junto con ellos muchas filiales más.
En el año 2000 se cumple el sueño de todos los hinchas Americanos de la capital, por motivos de remodelación se hace cierre al estadio Pascual Guerrero en Cali, y la casa del América para la Copa Libertadores no podía ser otra que Bogotá; se organizaron las mejores salidas de Colombia vistas hasta ese momento, también siendo reconocidos ante Suramérica por reportajes y comentarios hechos por el canal Fox Sport a la barra.
En este mismo año se da un gran paso para Disturbio Rojo, se organiza el primer viaje Internacional de la Barra (el segundo en la historia del barrismo en Colombia "el primero fue el del Barón Rojo Sur"), el DR llega a la Capital de Ecuador a alentar al América.
En el año 2002, América se enfrentaría ante nacional como visitante; de Bogotá estuvieron presentes 4 buses; la fiesta se formó desde la tribuna y se trasladó a la cancha, donde América ganó por diferencia de 2 goles, lo cual generó grandes inconvenientes fuera y dentro del estadio Atanasio Girardot; horas después, en carretera, en Cisneros, Antioquia se generó un fuerte combate entre los 4 buses del DRB y 8 buses de "Los del Sur Bucaramanga", la pelea se extendió por largo tiempo dejando buses dañados, robos de tiras, banderas, bombos y camisetas a los integrantes de Los del Sur. Cuando se estaba dando fin a los disturbios, apareció una camioneta con hombres armados, integrantes de las AUC (grupo paramilitar) de Antioquia, quienes iban en busca de los “hinchas rolos del América”. Injustamente y cobardemente fue arrebatada la vida de Juan Manuel Bermúdez Nieto (Chamizo), y Álex Julián Gómez (Quemado), dos integrantes que habían nacido con la barra, que estuvieron presentes en todas partes con América y la hinchada, para quienes el barrismo era una forma de vida.
El golpe para el Disturbio Rojo Bogotá y el barrismo Colombiano fue extremadamente duro, muchas fueron las ideas, acabar la barra, tomar venganza, pero la decisión tomada por la Cúpula fue seguir al frente por nuestro amor al equipo, y cambiar la forma de pensar de los integrantes y la barra; dejar atrás aquellas épocas de golpear, robar y generar actos vandálicos, por seguir de corazón al equipo, apoyarlo y formar grandes espectáculos en los estadios del país. El paso no se dio solo, con ayuda de la Fundación Juan Manuel Bermúdez Nieto, y Goles en Paz, se viene trabajando por el crecimiento intelectual y personal de la barra. Después de aquel duro golpe, muchos integrantes que no creían en el cambio de la barra o no querían la paz, se retiraron, pero la barra con la ayuda moral del equipo, quienes presentaron sus condolencias e hicieron varios homenajes a nuestros hermanos caídos, les dio la fuerza para seguir con la gran historia que Disturbio Rojo Bogotá ha escrito en el barrismo de Colombia.

### Relaciones internacionales
América de Cali es un club muy respetado en Colombia y en todo el continente americano por sus varios títulos conseguidos, siendo los más importantes el récord del pentacampeonato de los años '80 y el título de la Copa Merconorte ganada contra Independiente Santa Fe. Desde la década de 1980 las hinchadas del América de Cali y de Independiente de Argentina se demuestran amistades, principalmente debido al simple hecho de que ambos son de color rojo puro y son apodados "Diablos Rojos". Esto se puede comprobar en las redes sociales, como Facebook, donde existen varias páginas que ofrecen folclore de los dos clubes. Cuando el América juega en Argentina los hinchas de Independiente acuden a apoyar al América a pesar de que el rival sea de su mismo país, y también en viceversa. En 2003, el equipo colombiano enfrentó por los octavos de final la Copa Libertadores 2003 a Racing Club, clásico rival de Independiente; cuando la barra de América llegó a Argentina, fueron a la cancha de Independiente e intercambió camisetas con la del Rojo. La gente de Independiente los apoyó en su partido contra Racing, a quien finalmente eliminaron en su propia cancha en la definición por penales.

## Filiales del club

### Clubes Afiliados
A lo largo de sus más de 70 años en el profesionalismo, América ha contado con una gran cantidad de clubes afiliados que han representado a la institución sobre todo a nivel regional en ciudades como Palmira, Cartago y Buenaventura. Con la profesionalización de la  Segunda División y la movilidad inter divisional con la  Tercera División durante los años 90, América contó con al menos 4 convenios importantes con clubes de la Primera B; entre 1993-1994 Atlético Guadalajara de Buga se nutrió de jóvenes prospectos de "los diablos rojos" que no tenían cabida en la primera nómina, en este equipo destacaría Foad Maziri capitán y estandarte del tricampeonato a principios de los 2000.
Gracias al título logrado por América en la Primera C de 1996 los escarlatas se hicieron a una ficha en la Primera B; debido a que nos podían participar directamente con su equipo de reservas, la ficha se cedió a Atlético Buenaventura quienes disputaron la Temporada 1997. En el puerto más importante sobre el Pacífico, las autoridades municipales y deportivas le prometieron colaboración y ayuda económica a los directivos americanos. Sin embargo, esto nunca se cumplió y en tal sentido la ficha se le cedió a la Universidad del Valle que participio dignamente bajo la dirección de Hernán Darío Herrera (entrenador vinculado a América durante esta época) la temporada 1998. En esta temporada América lograría de nuevo el título de la Primera C y ahora tendría dos fichas en Primera B, pero solo haría uso de una bajo el Palmira F.C. que de a poco pasaría a ser propiedad de la empresa transportadora Expreso Palmira y se desvincularía del cuadro escarlata; El último gran convenio de América con un equipo profesional se llevó a cabo en 1999-2001 y sería con Real Cartagena equipo que pese a tener ficha clase A de Dimayor recibió apoyo económico y formativo, como filial y de nuevo con Hernán Darío Herrera como técnico en propiedad, lograría el campeonato de la Primera B, en 1999, con jugadores propiedad del América de Cali como David Ferreira, Sandro Zuluaga, Óscar Villarreal, Jorge Banguero, Luis Asprilla, Oscar García, y Cristian Montero.

### Divisiones Menores
Las divisiones menores del América de Cali son los equipos de formación que llevan a cabo la representación del Club en diferentes certámenes tanto a nivel nacional como regional; hasta 2011 esa representación estuvo a cargo de América Pedro Sellares en la actualidad se hace con equipos y jugadores propios del Club.
Desde 2008 América acabó con las divisiones menores conservando solo las categorías Primera C y Juveniles en convenio con la Escuela Pedro Sellares participando bajo ese nombre en los torneos nacionales Juvenil y Prejuvenil además de la Copa Telepacífico.
Actualmente ante la reestructuración del América, se ha logrado recuperar parte de las inferiores teniendo jugadores propios de la Corporación y participando bajo su propio nombre en algunos certámenes de la Liga Vallecaucana y el Torneo Sub-19. En marzo de 2012 la junta directiva realizó convocatorias conformando 3 categorías Sub-15, Sub-17 y Sub-20.

### Equipo de fútbol Femenino
Desde el 2017 América cuenta con un equipo profesional femenino que participa en la Liga Profesional Femenina de Colombia organizada por la Dimayor la cual da cupo al equipo ganador a la Copa Libertadores de América Femenina del siguiente año. Este proyecto está siendo llevado a cabo por el presidente del club Tulio Gómez y su hija Marcela Gómez, quien además será la presidenta del equipo femenino.

### Esports
El 8 de julio de 2021, el equipo vallecaucano entró al mundo tecnológico, creando su sección de deportes electrónicos, creciendo como institución, por lo que buscando llegar a una mayor cantidad de aficionados en la escena nacional, han creado un equipo profesional de esports. La división de deportes electrónicos de la organización, firmó con la empresa de esports y gaming chilena Siempre Games para empezar su arremetida en la región, y seguir expandiendo su potencial en el ámbito competitivo. El equipo escarlata participó en varias competiciones a nivel nacional e internacional, en plataformas de videojuegos cómo PlayStation 4, PlayStation 5 Xbox One y Xbox Series X y Series S, entre otros. Actualmente dicha sección fue terminada, por lo que la institución ya no cuenta con representación en el ámbito de los deportes electrónicos.